# Partido Animalista Con el Medio Ambiente
El Partido Animalista Con el Medio Ambiente (PACMA) es un partido político español fundado en 2003 que lucha por los derechos de los animales, el medio ambiente y la justicia social. Asimismo, desde el rechazo al especismo, defiende la promoción del vegetarianismo y del veganismo. Su sede central se encuentra en Madrid.

## Historia
Surgió originalmente con el nombre de «Partido Antitaurino Contra el Maltrato Animal» a partir de la unión de diversos colectivos antitaurinos y de defensa de los animales en Vizcaya. La Junta Directiva permaneció allí hasta el año 2007 donde fue trasladada a Barcelona, para finalmente establecerse en Madrid. El 25 de junio de 2011, en Asamblea General, se cambió el nombre; cambiando la designación de «Partido Antitaurino» por «Animalista», conservando el resto del nombre y, por ende, las siglas PACMA.
En 2013 el partido cambia su logo, elimina el toro lidiado por un toro en fondo blanco que mira hacia el futuro.

### Presidencia de Silvia Barquero (2013-2019)
Ese mismo año Silvia Barquero asume la presidencia. Durante su mandato el partido experimenta un crecimiento constante de votos en todos los comicios, alcanzando su máximo en las generales de abril de 2019 superando los 328.000 votos.  
El partido lidera diversas campañas contra el maltrato animal en sus diversas formas; como la elaboración y entrega de la Ley Cero o la campaña "Misión Abolición", consistente en una manifestación anual contra las becerradas y la tauromaquia donde se pide su abolición, congregando a miles de asistentes y contando con el apoyo de famosos como Dani Rovira. En la manifestación se hacía un chupinazo animalista y se ondeaban pañuelos verdes.

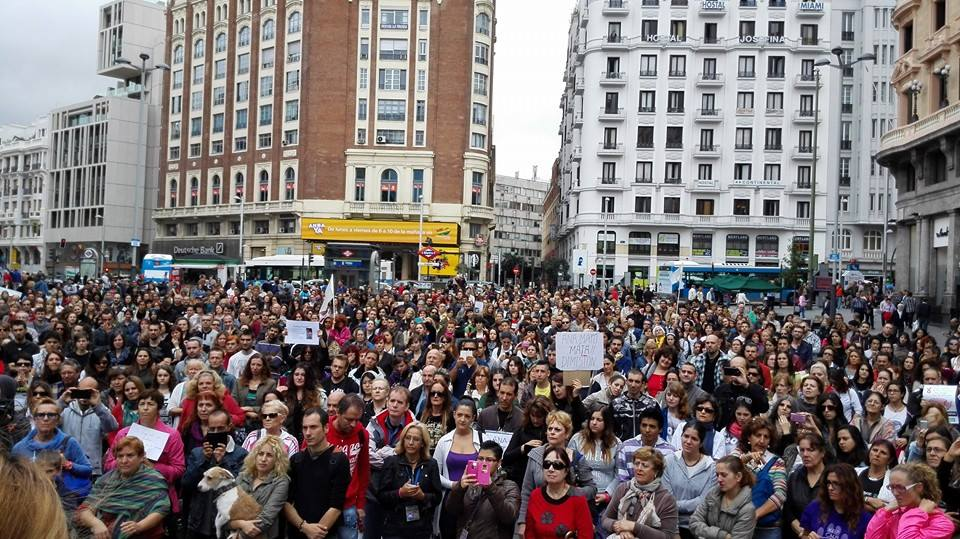
Concentración en Madrid para evitar la muerte de Excálibur

En 2014, tras el contagio de ébola de una auxiliar de enfermería, con la decisión de sacrificar a su perro, Excalibur, el partido intentó evitarlo mediante movilización y presión social. A pesar de ello, el perro fue sacrificado, convocando en respuesta, concentraciones en 24 ciudades españolas pidiendo la dimisión de la ministra de Sanidad, Ana Mato y el Consejero de Sanidad de Madrid, Francisco Javier Rodríguez Rodríguez. Un año después, el partido se concentró en Madrid en recuerdo por la muerte de Excalibur.
En 2015 vuelve a ser reelegida como Presidenta en Asamblea General. 
También denunció al programa Killer Karaoke por maltrato animal, al introducir en urnas con agua a serpientes terrestres.
En 2018 vuelve a ser reelegida en Asamblea General como Presidenta, con un proyecto continuista al que llevaba realizando. Solo se produce el reemplazo de una persona en la Junta Directiva con respecto a la anterior. Entre la estrategia política aprobada, invertir esfuerzos y recursos para las elecciones europeas del año siguiente, además de seguir realizando Misión Abolición y continuar el proyecto de la Ley General de Bienestar General para presentarla al Congreso.

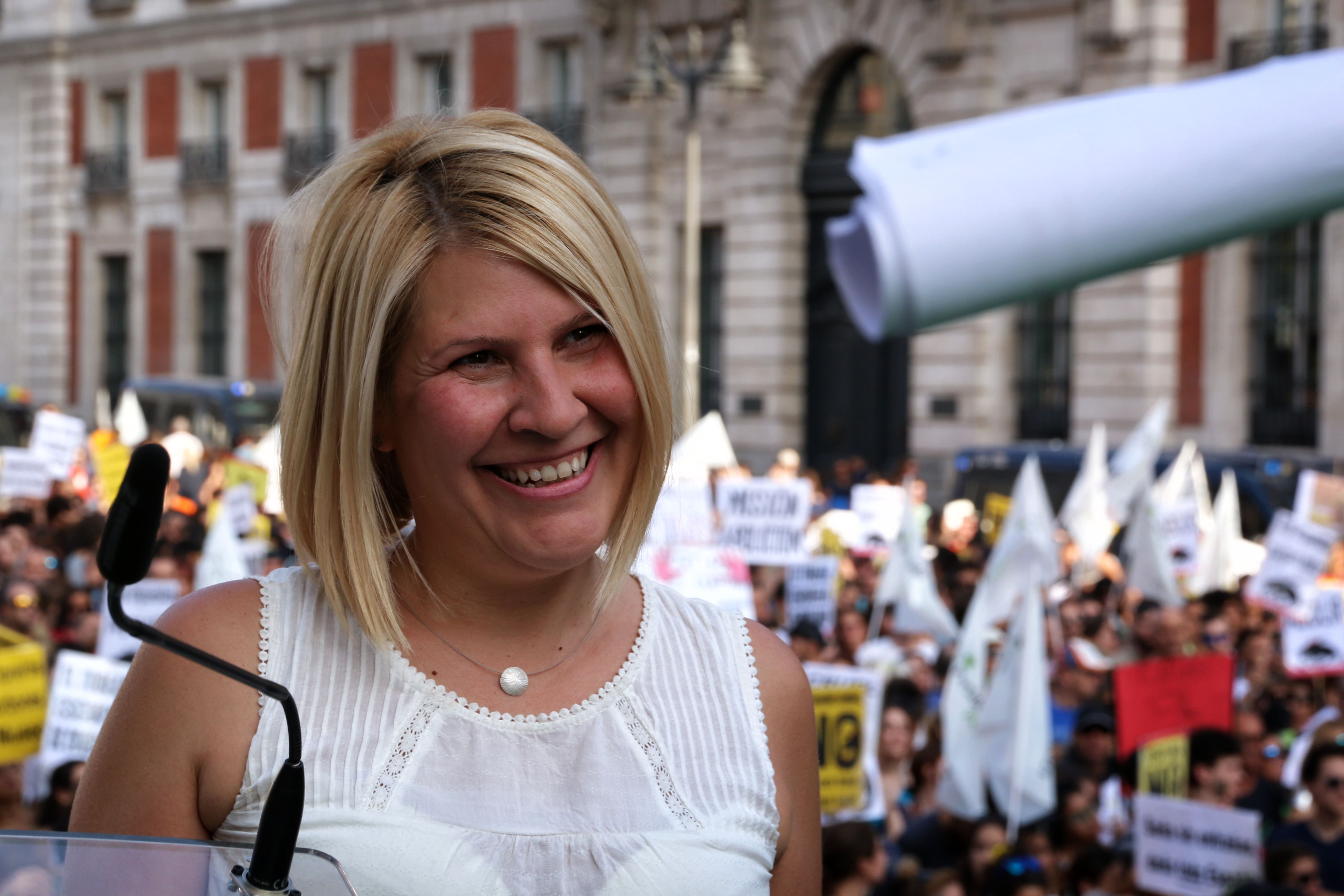
Silvia Barquero en Misión Abolición 2016

Uno de los mayores logros obtenidos fue la Suspensión de la caza en Castilla y León por parte del Tribunal Superior de Justicia de Castilla y León, tras la presentación de un recurso por parte del partido a un decreto de 2018, que con una serie de irregularidades ponía en peligro la biodiversidad y conservación de la fauna. Esta medida, supuso la primera vez que en una comunidad autónoma se paralizase toda actividad cinegética, algo inédito en España.
Después de no obtener escaño en el Parlamento europeo tras las elecciones de 2019, Silvia anuncia la no continuación en la presidencia en la próxima Asamblea General.

### Presidencia de Laura Duarte (2019-2021)
En septiembre de 2019 es elegida Laura Duarte, portavoz del partido de los últimos años, como nueva presidenta. En sus primeros comicios, el partido desciende en votos por primera vez en su historia, con la pérdida de casi 100.000. En las elecciones de 2020 de Galicia y Euskadi continua su descenso electoral con la pérdida de 12.774 votos en ambos comicios. Para las elecciones de Cataluña de 2021, la formación no consigue los avales necesarios para poder presentarse, siendo la primera vez en su historia que no se puede presentar a las autonómicas catalanas, recurriendo al Tribunal Constitucional la inadmisión de su candidatura.
Tras las imágenes y vídeos del laboratorio de experimentación animal Vivotecnia, donde se produjeron flagrantes hechos de maltrato animal, el partido además de participar en las diversas muestras de protesta y rechazo que se organizaron ante este caso donde se pedía el cierre de las instalaciones y la liberación de los animales. Junto a dos organizaciones animalistas presentó una querella criminal contra el laboratorio que permitió la paralización de la actividad durante unos meses. En junio se levanta la suspensión de la actividad, presentando un recurso para impedirlo.

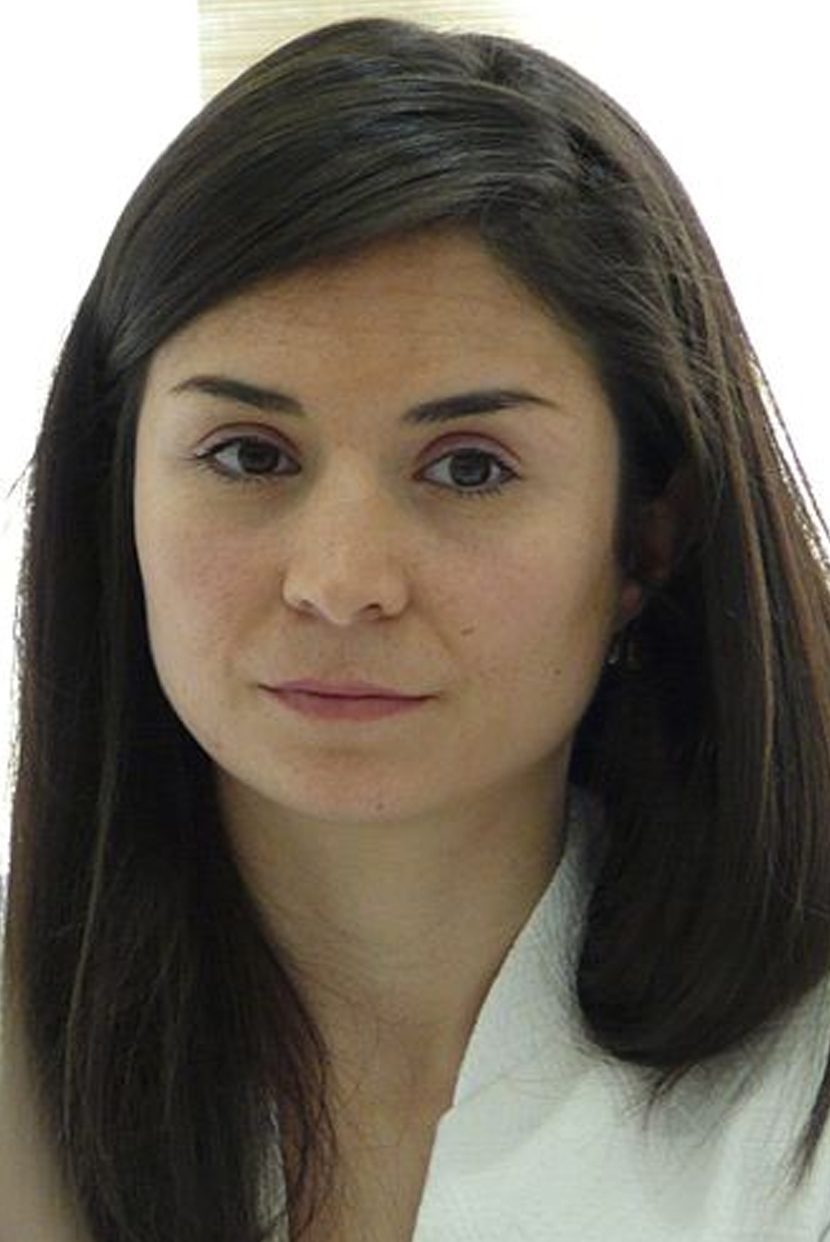
Laura Duarte

Para las elecciones de la Comunidad de Madrid de 2021, el partido se presenta con Laura Duarte como candidata a la Presidencia, obteniendo casi 9.000 votos menos que en los anteriores comicios. 
En agosto de 2021 realizan acciones legales contra un encierro en Brihuega, donde un toro fue matado atropellado con coches y varias personas resultaron heridas. En septiembre de 2021, el partido vuelve a organizar "Misión Abolición" después de dos años sin hacerla. Miles de personas acudieron al evento que partía y terminaba en la Las Ventas. Durante la Erupción volcánica de La Palma de 2021, el partido realizó una recogida de alimentos, enseres y materiales para las protectoras de animales de La Palma.

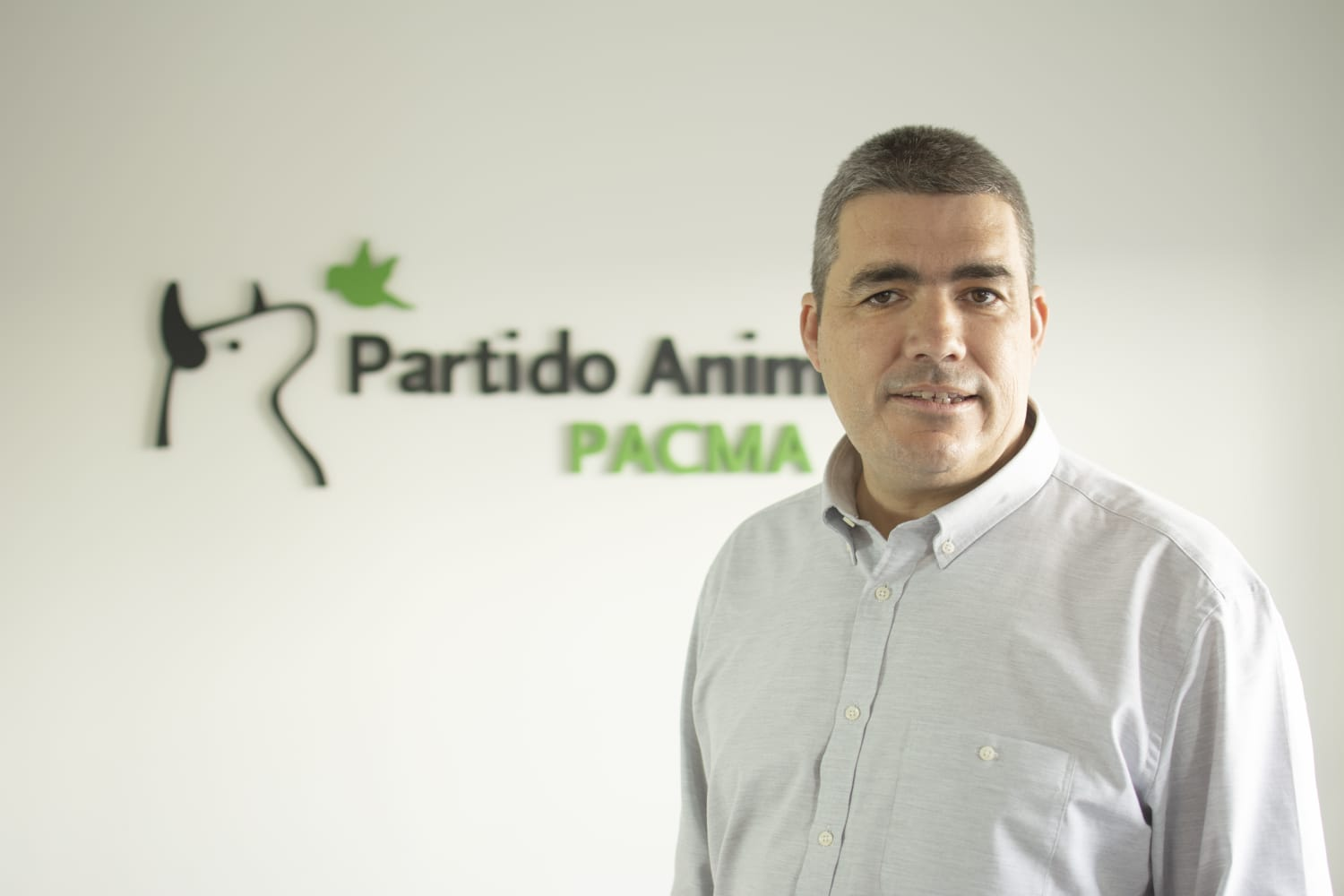
Javier Luna

### Presidencia de Javier Luna (2021-presente)
El 16 de octubre de 2021 se celebra una Asamblea General en Barcelona en la cual se elige una nueva Junta Directiva donde es elegido Javier Luna como presidente. El partido establece como su principal objetivo obtener representación política, apostando así por la descentralización territorial, un cambio en la estrategia comunicativa y una apuesta por ser el partido verde de referencia en España.
Tras la muerte de 10 burros en octubre dentro de un plan natural de control de incendios en el Parc Natural Desert de Les Palmes, dimite el director general del Medio Natural de la Generalidad Valenciana, pidiendo PACMA además la dimisión de la Consejera Mireia Mollà, asimismo criticó la utilización de animales para ahorrar el coste en materia de prevención antiincendios.
 

Con la aprobación de un proyecto de creación de la primera granja comercial de pulpos del mundo, que se desarrollaría en Gran Canaria, el partido convoca en febrero una concentración en su rechazo, apoyada por más de 50 organizaciones y partidos animalistas europeos como el PAN o el Partido por los Animales. 

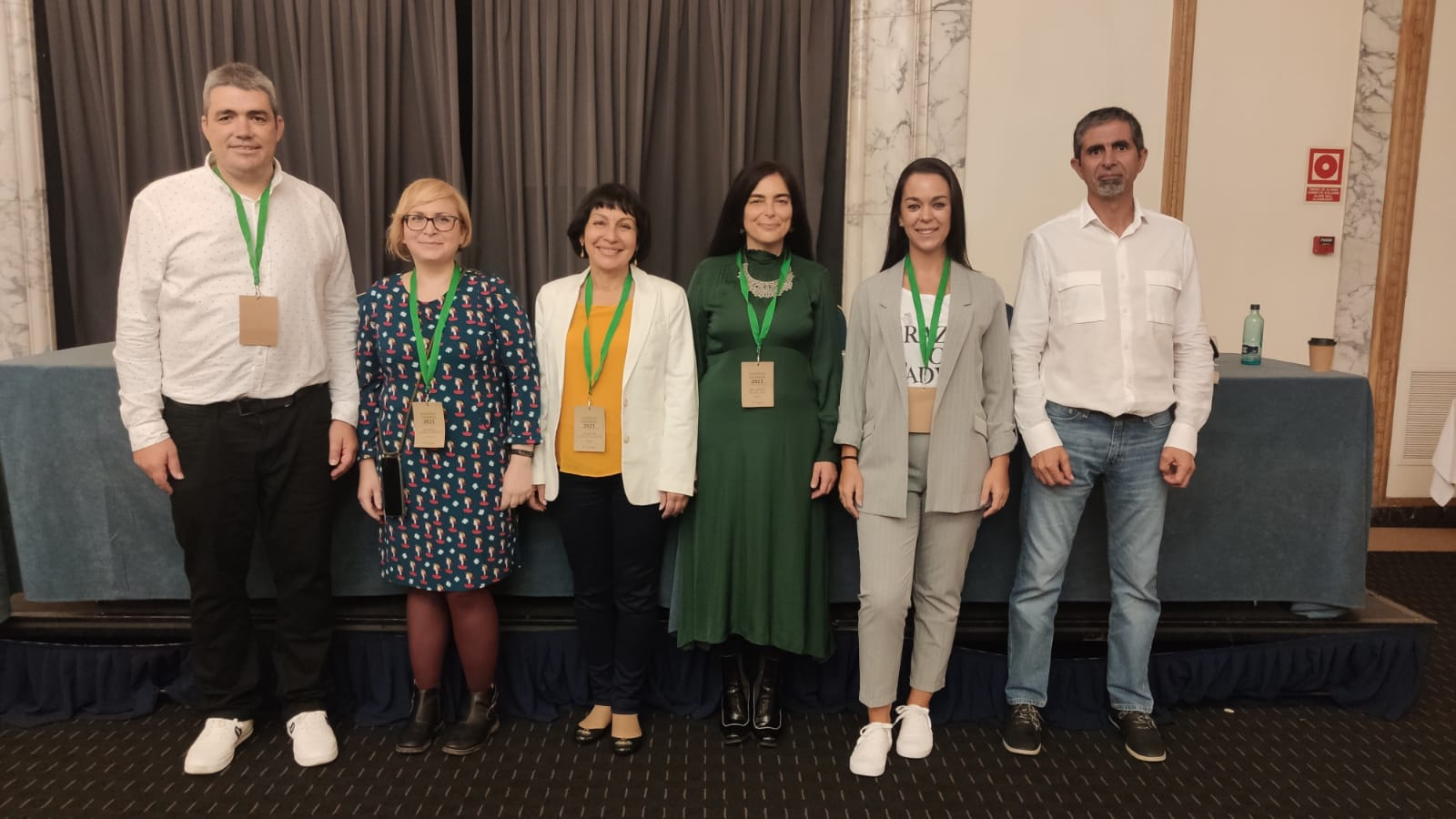
Junta Directiva presidida por Javier Luna tras su elección en Barcelona

En sus primeros comicios, Castilla y León 2022, sufre una pérdida del 25% de los votos, aunque se consolida como la segunda fuerza extraparlamentaria en la comunidad.
El 4 de abril de 2022, continuó luchando contra la granja de pulpos y convoca una serie de concentraciones en más de 30 ciudades, 17 de ellas en España y 15 en otras partes del mundo, en rechazo al proyecto.
La actividad del partido en las calles aumentó, volviéndose en abril a organizar dos años después la manifestación antitaurina de Sevilla que se celebraba desde 2014, siempre bajo el lema «Sevilla Antitaurina». En mayo se organizó otra manifestación antitaurina, esta vez en Córdoba.

También se produce un aumento de la actividad jurídica del partido, presentando numerosas denuncias contra todo tipo de maltrato animal, como el caso de Luno, un perro matado por un cazador a tiros; el hallazgo de una fosa común de perros de pelea en Huelva; una macrocacería que abatió a más de 450 animales encerrados en un espacio vallado en Córdoba; o una perrera en Almería donde había signos de maltrato animal; entre otros tantos casos. Una de las actuaciones más destacables fue la intervención en la III Feria de Caza de Illana, que tras denunciar diversas irregularidades, consiguió suspender una suelta de conejos en una plaza de toros para que fuesen perseguidos por perros. 

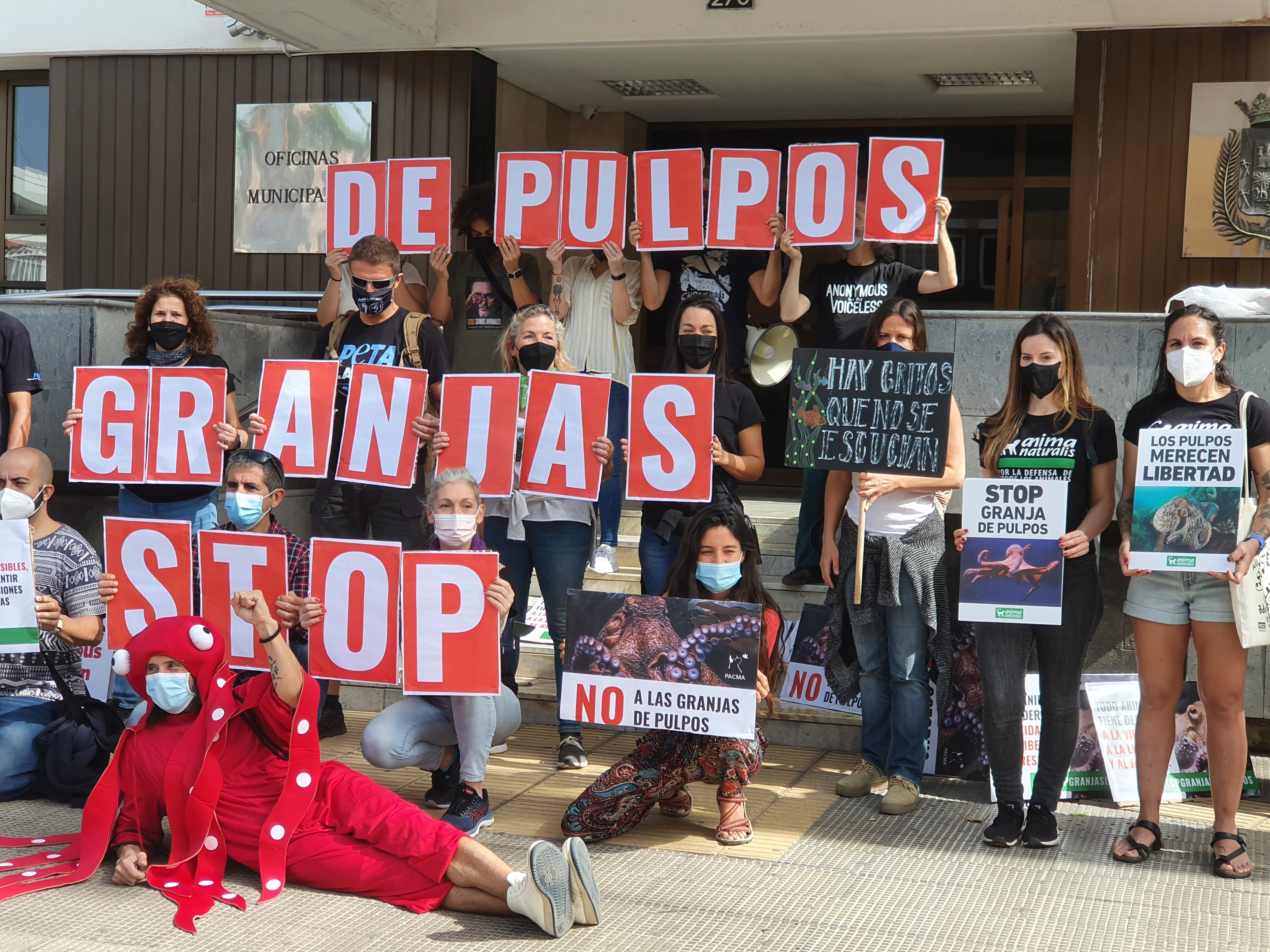
Concentración en febrero de 2022 contra la granja de pulpos de Gran Canaria

En mayo de 2022 se adhiere a la Plataforma «Por Un Voto Igual», que busca la igualdad entre todos los partidos políticos de España, removiendo las actuales barreras que lo impiden: la recogida de firmas para poder presentarse a las elecciones a los partidos sin representación, la barrera del 3% para entrar en el reparto de escaños, el envío de propaganda electoral por partidos con subvenciones, entre otras.
El 15 de noviembre de 2022, presenta en Madrid en rueda de prensa un cambio de identidad corporativa: con un cambio en el nombre, pasando de ser «Partido Animalista Contra el Maltrato Animal» a «Partido Animalista Con el Medio Ambiente», conservando las siglas PACMA. También se produce un cambio en el logo, que aunque manteniendo el toro y el pájaro mirando al futuro, sí se cambia el diseño del mismo. Entre las propuestas presentadas medioambientales presentadas, destaca la creación de la naturaleza como figura de derecho en la legislación española.
En diciembre de 2022, anuncia un acuerdo de coalición con Progreso en Verde para las municipales y las autonómicas de 2023, en Palma de Mallorca y Baleares. Esta sería la primera vez en la historia que dos partidos animalistas irían en coalición en este país. No obstante PACMA aclaró que esta sería la única coalición prevista, por tratarse de un partido con un programa muy similar en materia de derechos de los animales y medio ambiente.
En enero de 2024, presenta a Cristina García como la candidata a las Elecciones al Parlamento Europeo de 2024, con el objetivo de obtener representación en las instituciones por primera vez.
El 2 de marzo de 2024, en Asamblea General celebrada en Pinto, se produjo la reelección de la Junta Directiva encabezada por Javier Luna, de 7 personas, de las cuales 4 eran nuevas incorporaciones, que incluía a Cristina García en la Vicepresidencia, por tres años más, imponiéndose a la otra candidatura presentada.

## Organización
El partido se organiza en tres órganos y una comisión de apoyo:

### Asamblea General
Es el órgano Supremo del partido, compuesto por todos los afiliados. Se celebra a petición de la Junta Directiva o por un tercio de los afiliados y es convocada por la Comisión Organizadora de Asambleas. Sus funciones principales son la definición de los principios políticos y la estrategia del partido, elección de la composición de los órganos del partido y la Junta Directiva, la exposición, debate o votación de los documentos en la Asamblea o disolver el partido.

### Junta Directiva
Es el órgano impulsor entre asambleas. Los cargos tienen una duración de 3 años, aunque pueden ser reelegidos. Algunas de sus funciones son llevar a cabo la línea política del partido, nombrar cargos de representación y dirigir y administrar el partido, entre otros. Está formado por una Presidencia, una Secretaría, una Vocalía y una Tesorería. La actual Junta directiva está formada por:
- Presidencia: Javier Luna Sánchez.
- Vicepresidencia: Cristina García.
- Secretaría: Javier Sanabria Moya.
- Tesorería: Gonzalo Blanca.
- Vocal: Beatriz Arévalo.
- Vocal: Asier Esparza.
- Vocal: Victoria Colomer.

### Comisión de Garantías
Es un órgano autónomo que vela por la democracia y unidad interna del partido, así como el cumplimiento de sus estatutos. Es la última instancia de interpretación de los estatutos a nivel interno. Está formada por 3 o 5 miembros.

### Comisión Organizadora de la Asamblea
Se encarga de preparar y coordinar la Asamblea General hasta que en esta haya sido elegida la Mesa. Algunas de sus funciones son las de recibir y comprobar los votos delegados, así como la de recibir y aprobar enmiendas para la Asamblea General. Está formada de 3 a 5 miembros, que podrán tener colaboradores.

### Comisión de Control
Órgano cuyo fin es la de supervisar el cumplimiento del programa de acción política de la Junta Directiva en el espacio entre Asambleas. Está formada entre 3 y 7 miembros, de los cuales unos son elegidos por los afiliados en la Asamblea General, y otros por parte de la Junta Directiva, siendo siempre superior en uno los miembros elegidos entre los afiliados. Además de supervisar el cumplimiento del programa de acciones política, también realizará propuestas y recomendaciones a la Junta Directiva. Se reúne de forma cuatrimestral y presentará un informe anual del trabajo realizado en la Asamblea General.

## Ideología
El partido ha evitado posicionarse en el espectro ideológico, intentando mantenerse distante de izquierda o derecha. Laura Duarte, en varias ocasiones evitó posicionarse, ya que consideraba que el concepto de izquierda ha hecho mucho daño a los animales. Sin embargo en 2019 afirmó que la posición de PACMA era más cercana a la izquierda que a la derecha.
El partido se define como progresista y feminista, y defiende la justicia social, entre algunas cosas: educación y sanidad pública de calidad, blindar el sistema de pensiones o romper los acuerdos vaticanos. Asimismo ha mostrado un fuerte rechazo a Vox al denominarlo «involución».
Según un estudio realizado por el CIS el perfil de votante de PACMA es de izquierdas, presentando un 71,8% desde el centro a la izquierda, así como mayoritariamente mujer.
Según un estudio de EP Data, los simpatizantes de PACMA se sitúan en un 3'74 de media en la escala de izquierdas o derechas, donde 1 es izquierda y 10 es derecha.

## Programa

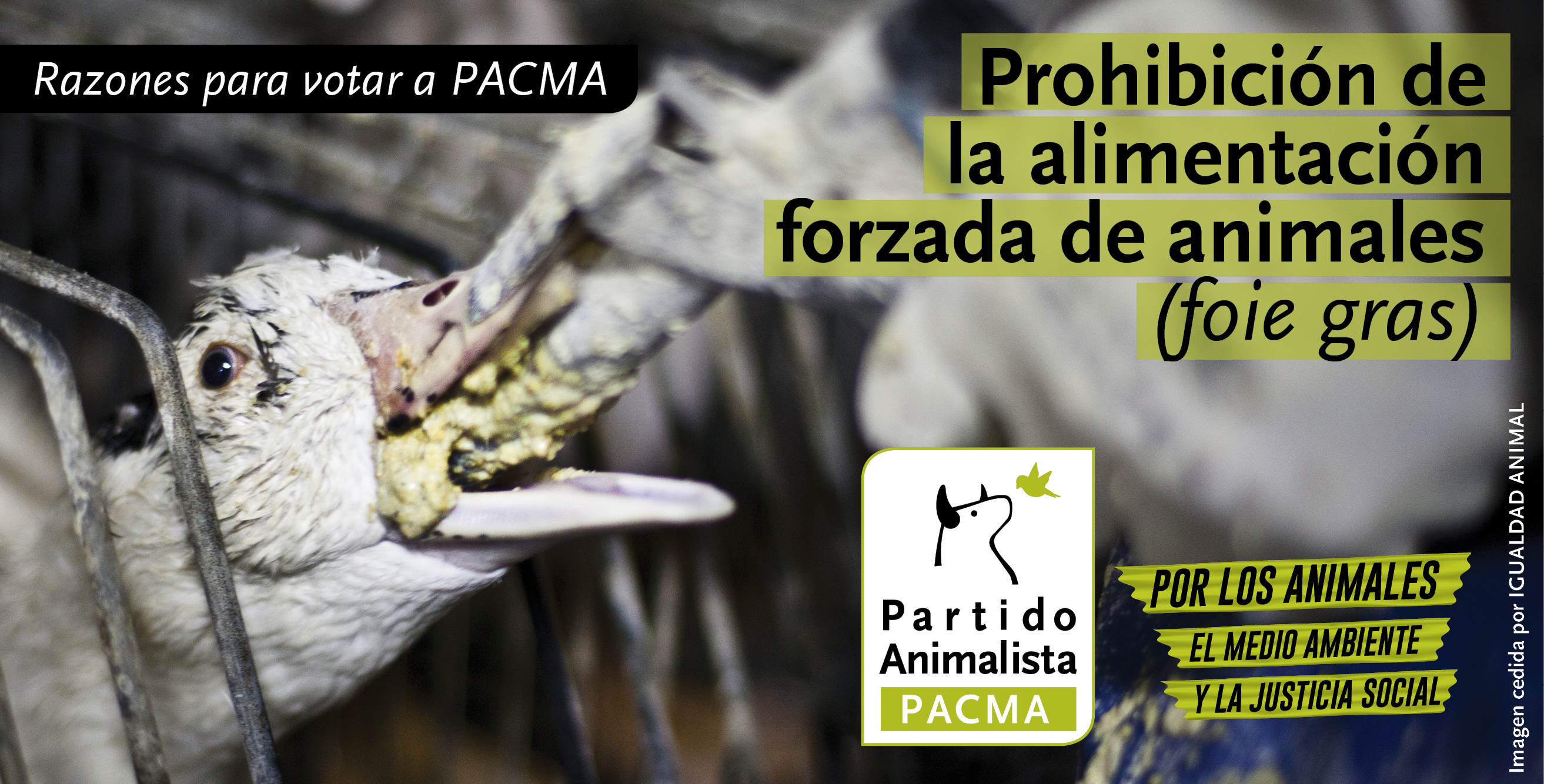
Cartel contra la alimentación forzada a animales

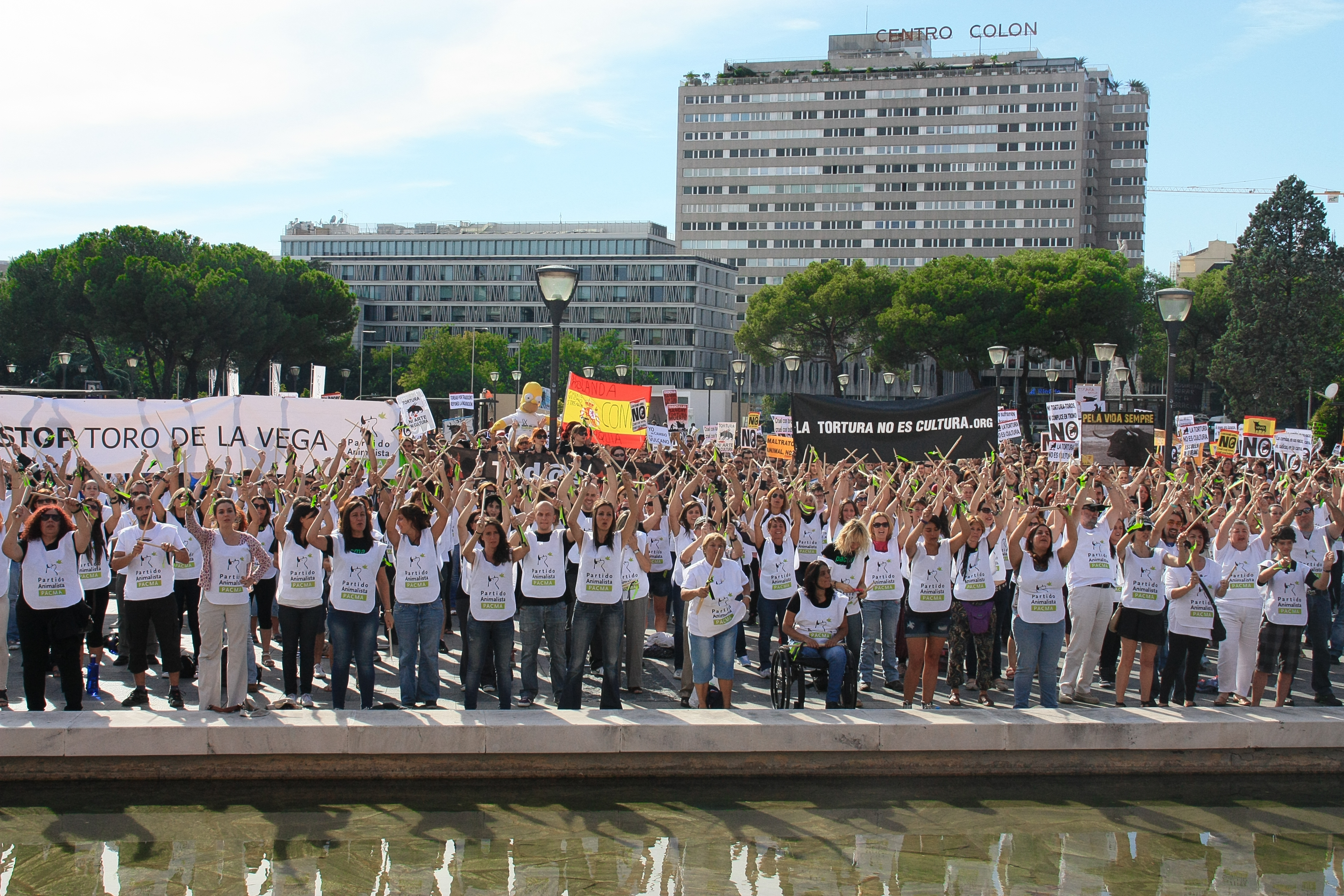
Manifestación contra el Torneo del Toro de la Vega el 14 de septiembre de 2013.

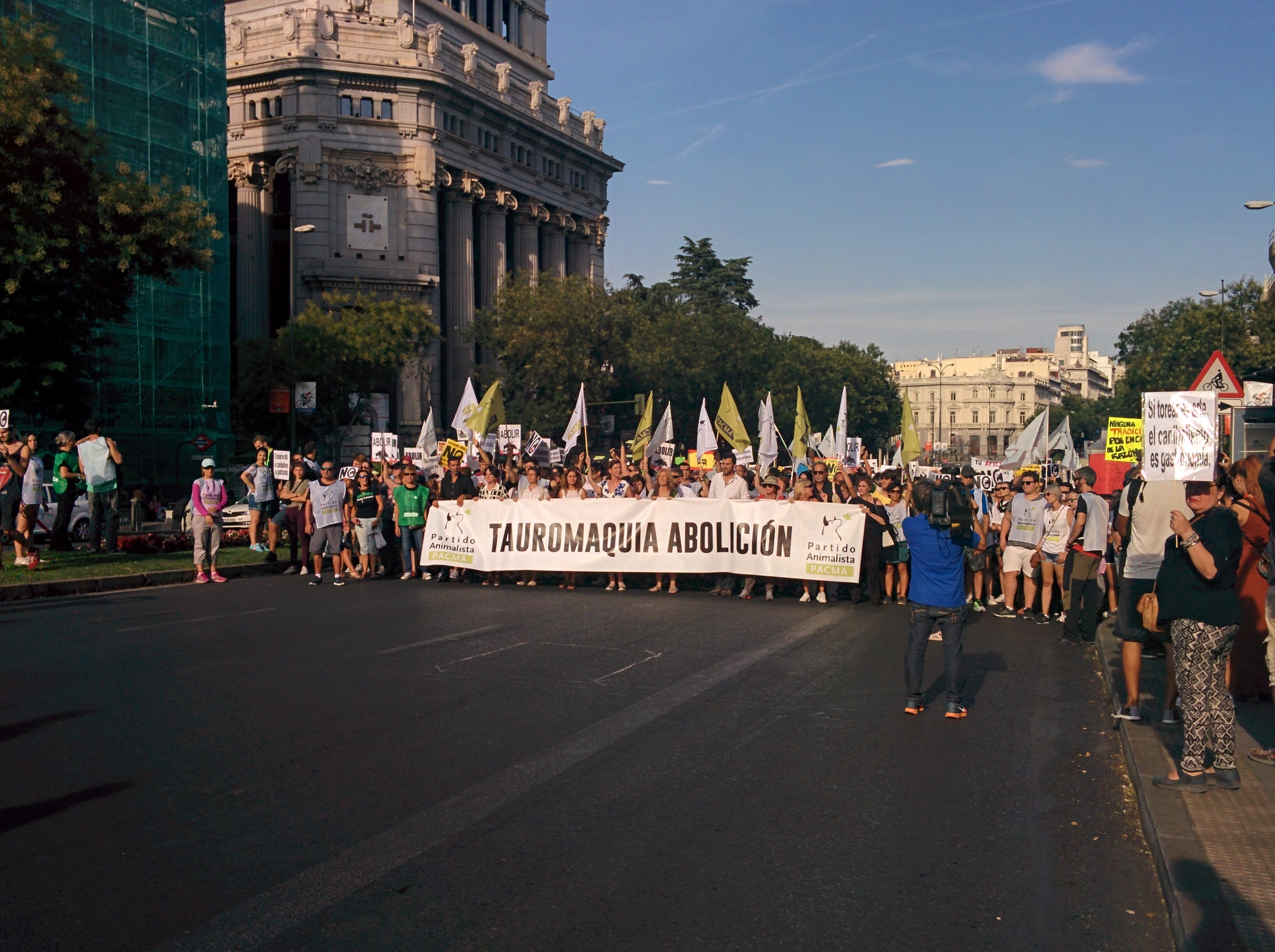
Manifestación contra la tauromaquia el 10 de septiembre de 2016.

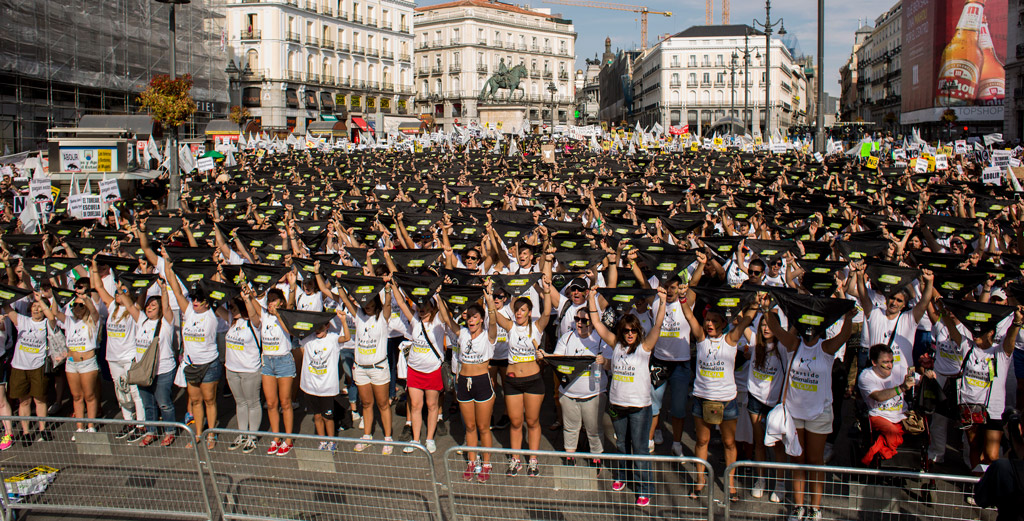
Manifestación del PACMA en la Puerta del Sol el 10 de septiembre de 2016.

El programa político del Partido Animalista tiene por objetivo la defensa de los derechos de los animales y avanzar hacia una sociedad más justa para todos, reconsiderando el trato que se da a los animales. Para ello se defienden medidas para fomentar las adopciones de animales, el endurecimiento de las penas del Código penal por maltrato animal, la legalización del acceso de los animales a los transportes públicos, y el fin de los espectáculos con animales (circos, corridas de toros y festejos taurinos, festejos populares, zoológicos, acuarios, etc.). Otras de las medidas defendidas son la prohibición de la caza y la pesca deportiva, el cierre de las granjas peleteras y granjas de Foie gras y el desarrollo de alternativas a la experimentación con animales o la prohibición de los ritos religiosos halal y kosher. También aboga por el acceso con perros a las personas sin hogar a los albergues municipales y a las mujeres víctimas de violencia de género a las casas de acogida. Asimismo, promueve la libertad de elección y el acceso a la alimentación vegana mediante una opción de menú sin alimentos de origen animal en los comedores de los centros públicos y en restaurantes.
También, el Partido Animalista incluye una amplia gama de propuestas relacionadas con la protección del medio ambiente, el ecologismo y la lucha contra el cambio climático. Propone medidas como fomentar la movilidad sostenible, las energías renovables y la creación de leyes de protección de los ecosistemas naturales. Aboga por la prohibición de la pirotecnia por sus efectos negativos en el medio ambiente, la fauna y las personas vulnerables.
El programa de PACMA aborda en parte cuestiones como la del salario mínimo, que propone incrementar. Asimismo, el partido se posiciona en contra de la llamada Ley mordaza y de la Reforma laboral de 2012. Asimismo propone la asistencia bucodental gratuita. En política exterior su programa se limita a promover la cooperación al desarrollo.

### Ley Cero
El partido abandera una Ley de Bienestar y Protección de Animales, conocida como Ley Cero. La ley busca unificar todas las leyes autonómicas en una ley estatal. Es un documento de 64 páginas donde entre las numerosas medidas destacan la prohibición de la caza, la tauromaquia; circos con animales, zoológicos y delfinarios; cualquier espectáculo que utilice animales o festejos que los utilicen; alcanzar el sacrificio cero en perreras; establecer protocolos de rescate de fauna salvaje,prohibición de la compraventa de animales o un mínimo de condiciones para la tenencia de animales domésticos, entre otras. Este documento fue presentado a las distintas formaciones del Congreso en el mayo de 2017, consiguiendo reunirse con PP y Cs y obteniendo diálogos con el PSOE sin llegar a materializarse en reunión. Por otro lado, no obtuvieron respuesta de Podemos, PNV y PDeCat. En junio de 2018 presentó en el Congreso las 220.000 firmas que apoyaban dicha ley. En febrero de 2020, se hizo una concentración en la puerta del Congreso, recordando la entrega de la Ley Cero en 2017 e instando al nuevo Gobierno a aplicarla. Ningún partido atendió a PACMA en sus reclamaciones.

## Campañas
Entre las campañas que ha liderado el PACMA está la campaña contra el Torneo del Toro de la Vega. Tras una década de protestas que culminó con una concentración en la Puerta del Sol de varios miles de personas en 2015. En junio de 2016 las Cortes de Castilla y León prohibió la muerte en público del animal.
También ha participado en la campaña contra el lanzamiento de la pava en Cazalilla, una tradición de 400 años, prohibida en febrero de 2016.
El 5 de mayo de 2018 organizaron una manifestación contra la tauromaquia en España y a favor de unas fiestas de San Isidro sin corridas de toros en la Plaza de Isabel II.

### Circo Gottani
En 2018, PACMA emprendido acciones legales contra el circo Gottani debido al accidente de varias de sus elefantas en la A-30, en la que una de estas murió y las otras resultaron gravemente heridas.
El 29 de mayo de 2018, Público informó mediante su sitio web de la demanda que el partido presidido por Silvia Barquero Nogales había impuesto contra el Circo Gottani por diversas irregularidades legales. Una de las irregularidades reclamadas fue que al parecer los animales no contaban con la documentación legal necesaria sobre su identificación y trazabilidad de origen y tránsito. También denunciaron que las elefantes no cumplían con los requisitos mínimos de sanidad y bienestar y que se les estaba suministrando vacunas que normalmente se aplican en perros con la rabia. También aseguraron que el circo no cumplía con los requisitos de transporte de animales vivos y que la documentación no reflejaba claramente quién era el dueño real de las elefantas.
Más tarde, El País informó que el partido animalista también había denunciando al domador de ese circo, llamado Joy Gärtner y se descubrió que él era el dueño legal de las elefantes del Gottani. La denuncia fue presentada un viernes por la abogada del partido Mónica Olivares dado que el partido animalista temía que este pudiese abandonar el país junto con sus elefantas en cualquier momento. Otras investigaciones ajenas al partido señalan también que recibió varias denuncias por maltrato animal en Alemania durante 2005 por una de sus elefantas llamada Maya, la cual fue internada en el zoo de Heidelberg donde los veterinarios pudieron salvar su vida hasta que la elefanta falleció en 2006.
Fue la organización de defensa de animales francesa One Voice quién localizó a los elefantes en Brehemont, donde una de ellas llamada Vickey se encontraba en muy malas condiciones. Varios voluntarios de One Voice afirmaron ver como separaban a Vickey de los demás elefantes y esta era transportada en un camión pero nunca supieron su destino.
Según PACMA, tras varios escándalos como este en domador Joy Gärtner se refugió en otros países y pasó un plazo de seis meses entre Túnez y Marruecos. Sus elefantas fueron retenidas en Casablanca por haber pasado más de seis meses en el extranjero por lo que sus cartillas sanitarias y pasaportes dejaron de ser válidos.

### YoDenuncio
En 2014, PACMA elaboró una herramienta para facilitar la redacción de denuncias por caso de maltrato animal llamada YoDenuncio, en la cual aparecen los procesos a seguir, como el tipo de denuncias, legislación aplicable o la redacción de la propia denuncia. Desde el año de su creación han sido redactadas 2960 denuncias. En 2018 fue actualizada para resultar más eficiente.

### Caso Sota
El 18 de noviembre de 2018, la perra Sota fue abatida por un guardia urbano de Barcelona. El animal, que vivía en la calle con un joven vendedor de pulseras, atacó en teoría al policía, que en su defensa disparó en la cabeza al animal, a pesar de que los testigos afirman que el perro jamás atacó al policía. El PACMA convocó una manifestación para el 22 de diciembre, con más de 3500 asistentes, que clamaron por la responsabilidad del guardia que abatió al animal. Abogados del partido comenzaron a recopilar información para llevar el caso a los tribunales. Por otro lado, el PACMA inició una recogida de firmas, consiguiendo un total de 230 000, que entregaron el 31 de diciembre al Ayuntamiento de Barcelona, en las cuales reclamaban justicia para Sota y el inicio de una investigación para aclarar los hechos y exigir responsabilidades, además de un protocolo de actuación policial ante actuación con animales.

### Cabras de la Sierra de Gredos
En el año 2016, la Comunidad de Madrid estableció un plan para controlar la población de cabras montesas que habitaban en el Parque Regional de la Sierra de Gredos, cuya población superaba los 4.000  individuos. El plan consistía en cazar al 70% de los individuos para recudir su número a 1300. Por ello, el partido ese mismo año denunció el citado plan a fin de evitar la caza de ejemplares. En octubre de ese mismo año, el Juzgado de lo contencioso número 32 de Madrid decreta la suspensión cautelar del plan de abatida hasta que no se resolviesen las denuncias del PACMA. Finalmente en el año 2019, el Tribunal Superior de Justicia de la Comunidad de Madrid, falla a favor de PACMA, anulando el plan de abatidas. La sentencia aclara que dicho plan no se sometió a información pública, así como cita el Consejo de Estado sobre el Plan Director de Parques Nacionales que recomienda que no se use la actividad cinegética como forma de control poblacional.

### #MaltratadoresALaCárcel
En su lucha contra el maltrato animal, el partido realiza una campaña llamada #MaltratadoresALaCárcel. En sus redes sociales realizó diversas acciones de concienciación al respecto con este Hashtag. Por otro lado, presentó al Gobierno un proyecto del endurecimiento de las penas por maltrato animal, siendo superiores a dos años para que dichos delitos lleven a los que los cometen a prisión. El 3 de diciembre de 2020, presentó en el Congreso 235.000 firmas pidiendo el endurecimiento del código penal por las penas de maltrato animal.

## Resultados electorales

### Coaliciones electorales
Únicamente en sus primeros años se presentó en coalición, concretamente en las elecciones al Parlamento Vasco en las elecciones de 2005 y 2009 se presentó junto a Berdeak-Los Verdes. También en las elecciones al parlamento gallego de 2009 se presentó junto a Los verdes. En el resto de los comicios se ha presentado en solitario. A pesar de ello, para las elecciones generales de 2016, Podemos ofreció ir en coalición, pero el partido lo rechazó, ya que no se llegó a acuerdo alguno en las líneas rojas de la formación animalista, que eran el fin de la tauromaquia. Para las elecciones autonómicas de Baleares de 2019 y las Municipales de Baleares de 2019, Actúa ofreció presentarse en coalición, acuerdo que no llegó a realizarse.

### Elecciones municipales
Los primeros comicios a los que se presentó el PACMA fueron las elecciones municipales de 2003, donde únicamente se presentan en Bilbao con 484 votos y el 0,25% de los votos, y en Sopelana con 25 votos y el 0,41%.

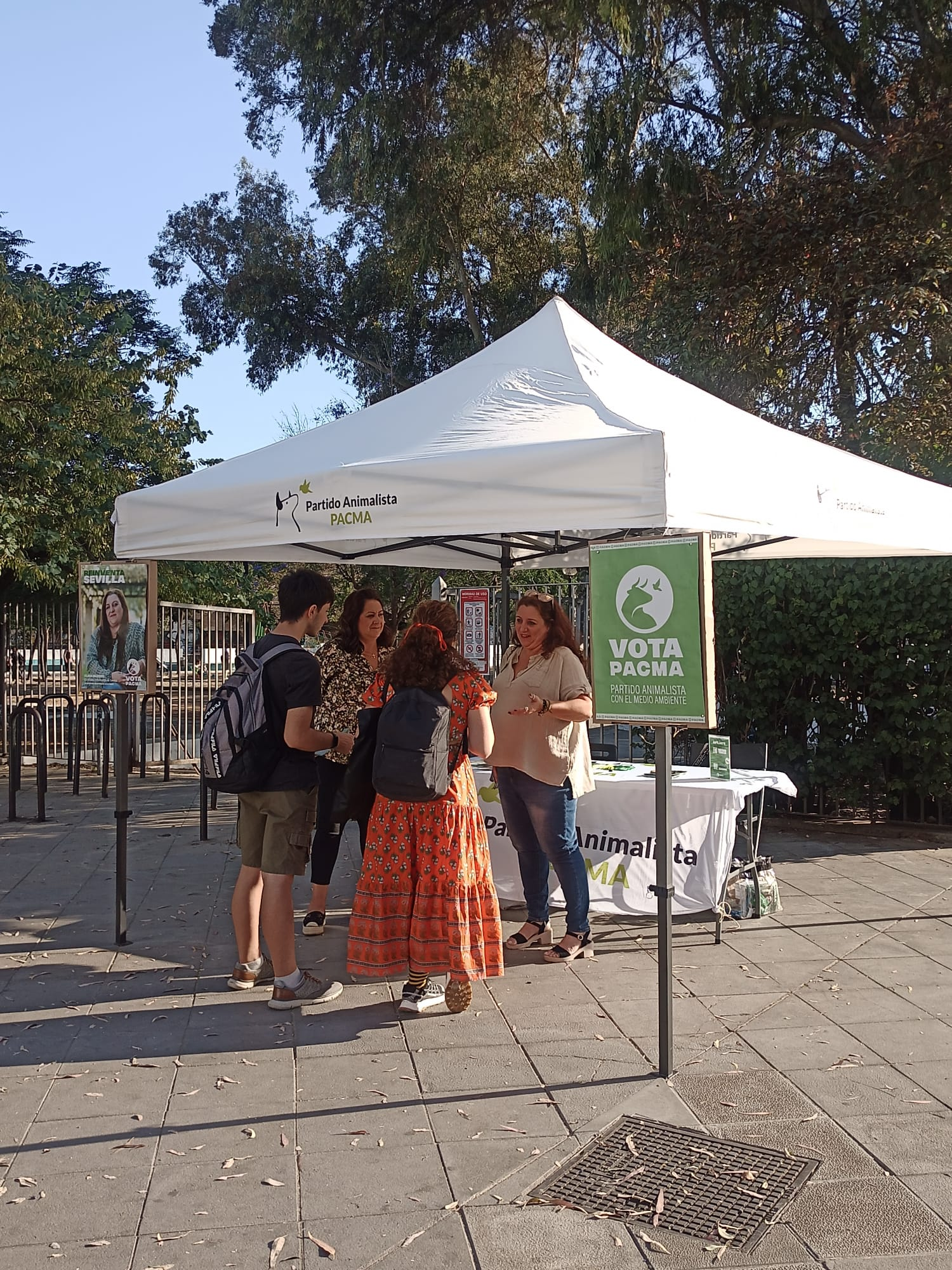
Campaña de PACMA en Sevilla en las municipales de 2023

En las elecciones municipales de 2007, el PACMA se presentó en 12 ayuntamientos (Amposta, Barcelona, Camarles, Guadalajara, León, Madrid, Málaga, Sevilla, Tordesillas, Valladolid, Vitoria y Zaragoza), no consiguiendo ningún concejal pero obteniendo 10 601 votos. En aquellas elecciones, el músico Elliott Murphy realizó un concierto gratuito en Barcelona como apoyo al PACMA.
En las elecciones municipales de 2011, el PACMA se presentó en 34 municipios obteniendo 26 384 votos (0,12 %). En las elecciones municipales de 2015 duplicó los resultados de sus anteriores comicios (55 228 votos) pese a presentarse tan solo en 29 municipios. En las elecciones municipales de 2019 se presenta únicamente en 23 municipios, obteniendo los mejores resultados en Santa Cruz de Tenerife (1,59%), Palma de Mallorca (1,39%) y Málaga (1,34%).
Para las elecciones municipales de 2023 el partido se presenta en 30 municipios, 11 de los cuales, se presentaba por primera vez. Sin conseguir representación, se obtuvieron los mejores resultados en unas municipales en Córdoba, Santa Cruz de Tenerife y Barcelona. En San Cristóbal de La Laguna fue la primera fuerza extraparlamentaria y, por primera vez, se superó el 3% de voto en unos comicios, produciéndose en San Adrián de Besós con un 3,02% y en Velilla de San Antonio con un 3,21%. Además se superó el 2% de voto en 4  municipios.
| Año  | Votos  | %    | Concejales |
| ---- | ------ | ---- | ---------- |
| 2003 | 509    |      | 0          |
| 2007 | 10 601 |      | 0          |
| 2011 | 26 384 | 0,12 | 0          |
| 2015 | 55 228 | 0,25 | 0          |
| 2019 | 47 145 | 0,96 | 0          |

### Elecciones autonómicas

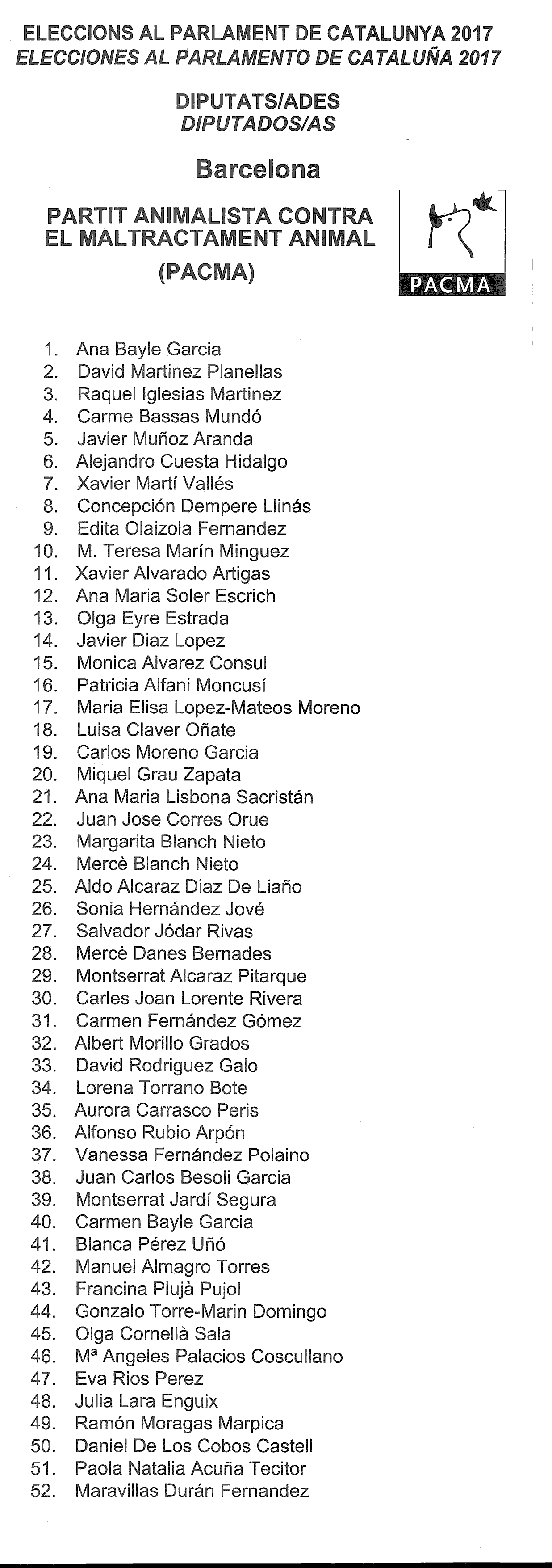
Papeleta para las elecciones catalanas de 2017 por la provincia de Barcelona

En las elecciones autonómicas de 2007, el PACMA se presentó solo en dos autonomías (Comunidad de Madrid y Cantabria) obteniendo un apoyo de 7089 votos entre ambas. En las elecciones autonómicas de 2011, el PACMA obtuvo 36 926 votos.
Destacan asimismo los resultados electorales en Cataluña, donde el Partido Animalista pasó de obtener 14 238 votos en 2010 a obtener 20 861 votos en 2012 y en Andalucía, donde pasó de 8781 votos en 2012 a 31 840 votos en 2015, triplicando sus resultados en esta última comunidad. 
En las asturianas de 2012, pierde 555 votos, respecto a los anteriores comicios, obteniendo un total de 1395 votos y un 0,27% de los mismos.  

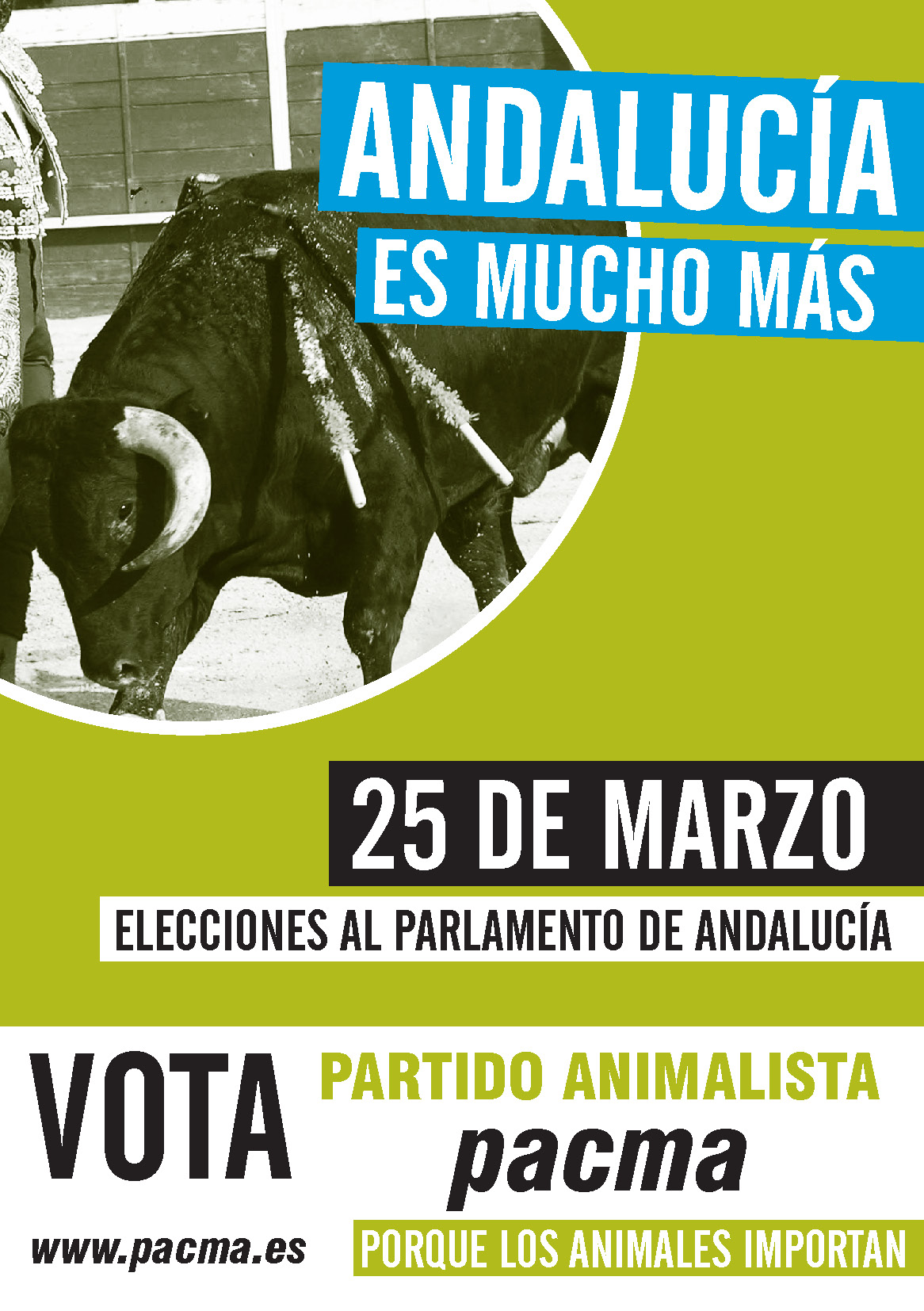
Cartel elecciones andaluzas de 2012
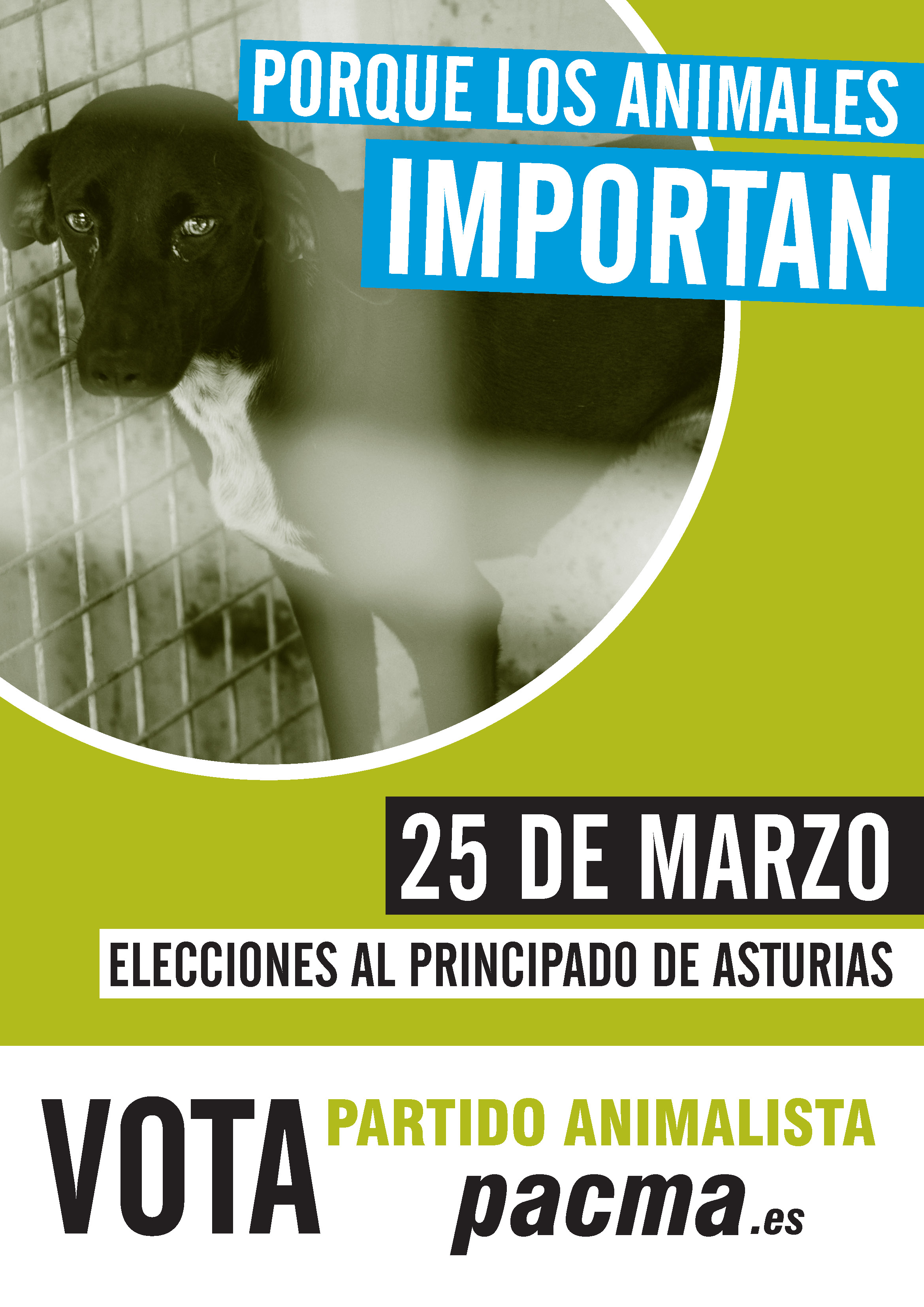
Cartel de las elecciones de Asturias de 2012

En las elecciones autonómicas de 2015, el PACMA concurrió en 13 autonomías y triplicó sus resultados, obteniendo 102 700 votos. En la comunidad catalana las elecciones se celebraron meses después, en septiembre, y la formación obtuvo 28 897 votos.
En las Elecciones al Parlamento de Andalucía de 2018, algunas encuestas daban la posibilidad de obtener 2 parlamentarios al superar en Jaén y Málaga la barrera del 3 % necesaria para entrar en el reparto de escaños. El partido concurrió a los comicios con el lema «El corazón de Andalucía». Consiguió unos resultados históricos, duplicando los resultados de 2015, pasando de 31 858 votos a conseguir 69 905 votos, con un porcentaje de voto del 1,93 %, quedando como la mayor fuerza extraparlamentaria a nivel general andaluz, siendo la mayor fuerza extraparlamentaria en 7 de las 8 provincias.
En las Elecciones autonómicas de 2019, el PACMA se presenta en todas las comunidades excepto Navarra. Los resultados son bastante discretos, obteniendo un porcentaje de voto entre el 0,5-0,8%, exceptuando Baleares y Canarias con un 1,43% y un 1,16% respectivamente.
Para las elecciones catalanas de 2021 el partido no consigue los avales necesarios para presentar candidatura, por lo que por primera vez en su historia no se presenta a los comicios catalanes.
En las elecciones madrileñas de 2021 el partido vuelve a sufrir otro revés electoral con la pérdida de cerca de 9.000 votos, quedando como la segunda fuerza extraparlamentaria detrás de Ciudadanos. En la campaña, denunció que el único espacio electoral que le había sido concedido, le fue arrebatado por Vox, tras recurrir estos a la resolución que le adjudicada el espacio a PACMA. Finalmente, la formación animalista no tuvo espacio para la campaña.
En las Elecciones a las Cortes de Castilla y León de 2022 el partido se presenta con Hugo García como candidato a la presidencia. Como vídeo de campaña electoral se presenta uno con críticas a la ganadería, la caza y los festejos taurinos, acusándoles de aprovecharse de la situación de despoblación de la comunidad para enriquecerse. En el mismo afirman «Mejor vaciada que mal acompañada»  para referirse a la crisis demográfica y la situación de los animales de la comunidad. El lema presentado para las elecciones es «Llénala de verde», acompañado de un programa buscando una sostenibilidad con los recursos y patrimonio naturales de la comunidad con una creación de empleo que fije población; además de prohibir las macrogranjas y cualquier espectáculo que use animales así como una mayor protección de la fauna y la contaminación del aire. Los comicios arrojaron un descenso del 25% de los votos, obteniendo 6 438 y un 0,53% del porcentaje de voto.
En las Elecciones al Parlamento de Andalucía de 2022, a pesar de una encuesta realizada por el barómetro del Centro de Estudios Andaluces que daba la posibilidad de entrar en el Parlamento con un escaño, alcanzando el 2,3% de los votos, los resultados provisionales indicaban una bajada aproximada de un 50%, pasando del 1,93% de 2018 a un 0,96% (de 69 905 a 35 273 sufragios). El 26 de abril se presenta a Cristina García como candidata a la Presidencia de la Junta de Andalucía. El partido había marcado como su principal objetivo la entrada al parlamento, definiéndose como la única fuerza verde que se presenta a los comicios. Con el lema «Rescata Andalucía» para la campaña, lanzó un spot electoral que afirmaba: «Andalucía está secuestrada. La tienen amordazada cazadores, taurinos y corruptos». El vídeo mostraba todas formas de maltrato animal en la comunidad, así como atentados medioambientales como el de Doñana, finalizando con un guiño al himno de Andalucía con la frase: «Andaluces, rebelaos. Pedid justicia y sostenibilidad. Sea por Andalucía libre, el planeta y hasta el último animal».

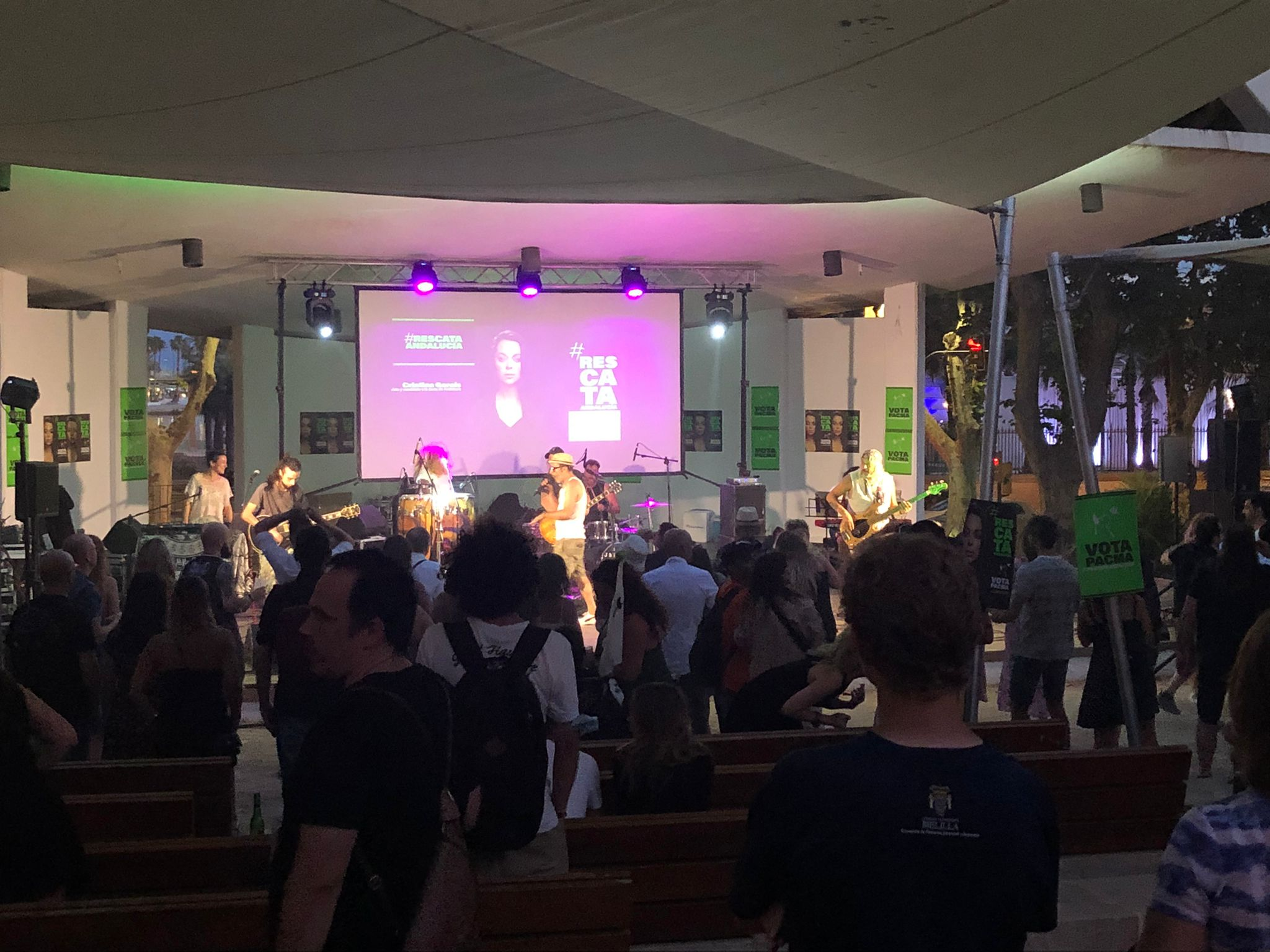
Acto de fin de campaña para las elecciones andaluzas de 2022 en Málaga con un concierto de O'Funkillo
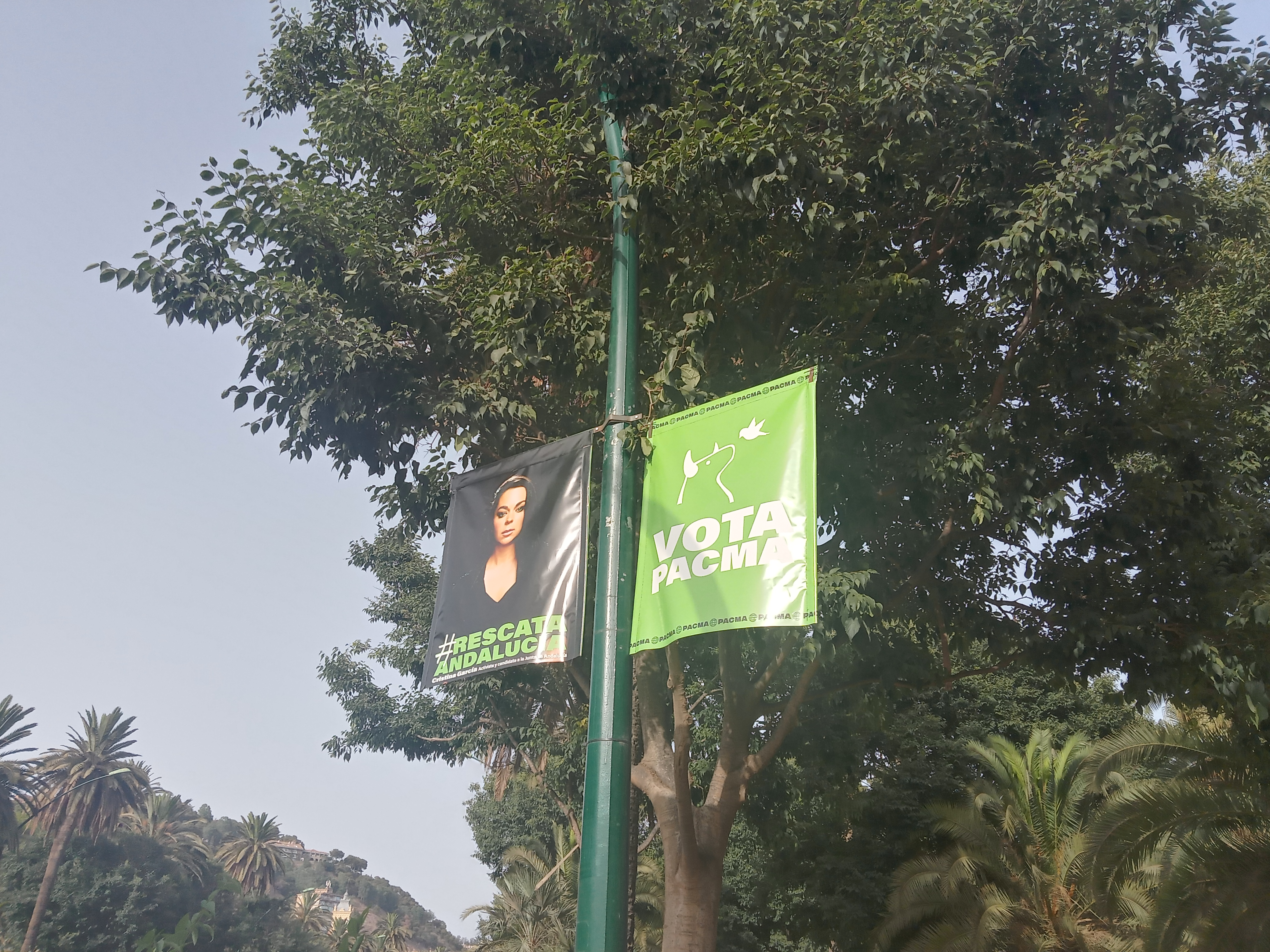
Banderola en Málaga

En las Elecciones al Parlamento de Galicia de 2024 se presenta en todas las circunscripciones, con Manuela García como candidata a la Presidencia de la Xunta. Con 5.373 votos, algo más de 600 menos que en los anteriores comicios queda como la 7ª fuerza política, por delante de Podemos, al que superó por más de 1.500 votos.
Para las Elecciones al Parlamento Vasco de 2024 presentan a Asier Esparza, vocal de la Junta Directiva, como candidato a Lehendakari, encabezando la lista por Guipúzkoa. Con el lema "Euskadi sin Excepciones" (Euskadi Salbuespenik Gabe) se presenta en las tres circunscripciones, obteniendo 5.481 votos, superando en más de 500 los resultados de los anteriores comicios. 
Para las Elecciones al Parlamento de Cataluña de 2024, el partido presenta a Iván Guijarro como candidato a la Generalitat, presentando candidatura en todas las circunscripciones excepto Lleida. Con el lema «Recuperemos el verde» habla de los problemas medioambientales de la comunidad, haciendo un especial hincapié a las macrogranjas por el gasto de recursos, contaminación y maltrato animal que provocan. También, durante la campaña utilizaron el término «sequía política» para referirse a la mediocridad del resto de los partidos políticos. PACMA termina como la primera fuerza extraparlamentaria con 34026 votos y un 1'08 % de voto, quedando 10.000 votos por encima de Ciudadanos.
| Año                       | Votos        | %    | Diputados |
| ------------------------- | ------------ | ---- | --------- |
| Cataluña 2006             | 13 730 (#8)  | 0,47 | 0         |
| Autonómicas 2007          | 7089         |      | 0         |
| Cataluña 2010             | 14 238 (#12) | 0,45 | 0         |
| Autonómicas 2011          | 36 926       |      | 0         |
| Cataluña 2012             | 20 861 (#11) | 0,57 | 0         |
| Andalucía 2012            | 8781 (#7)    | 0,23 | 0         |
| Asturias 2012             | 1395 (#9)    | 0,27 | 0         |
| Euskadi 2012              | 4.066 (#10)  | 0,36 | 0         |
| Galicia 2012              | 7729 (#9)    | 0,54 | 0         |
| Andalucía 2015            | 31 735 (#8)  | 0,80 | 0         |
| Autonómicas 2015          | 102 700      |      | 0         |
| Cataluña 2015             | 30 157 (#8)  | 0,73 | 0         |
| Euskadi 2016              | 8589 (#7)    | 0,81 | 0         |
| Galicia 2016              | 15 135 (#6)  | 1,06 | 0         |
| Cataluña 2017             | 38 743 (#8)  | 0,88 | 0         |
| Andalucía 2018            | 69 905 (#6)  | 1,93 | 0         |
| Comunidad Valenciana 2019 | 37 972 (#7)  | 1,42 | 0         |
| Autonómicas de 2019       | 77 440       | 0,78 | 0         |
| Galicia de 2020           | 6057 (#7)    | 0,46 | 0         |
| Euskadi de 2020           | 4895 (#8)    | 0,55 | 0         |
| Comunidad de 2021         | 15 507 (#7)  | 0,43 | 0         |
| Castilla y León 2022      | 6 438 (#9)   | 0,53 | 0         |
| Andalucía 2022            | 35 273 (#7)  | 0,96 | 0         |
| Autonómicas de 2023       | 84 167       | 0,77 |           |
| Galicia de 2024           | 5373 (#7)    | 0,36 | 0         |
| Euskadi 2024              | 5481 (#8)    | 0,52 | 0         |
| Cataluña 2024             | 34 026 (#9)  | 1,08 | 0         |

### Elecciones generales

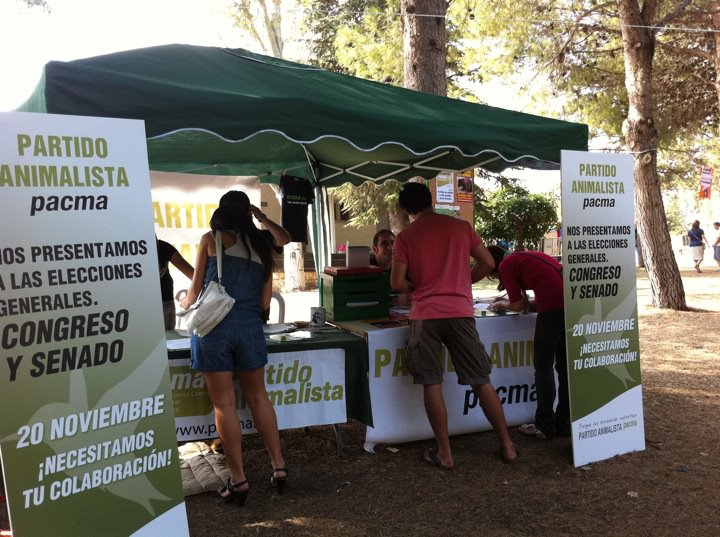
Recogida de avales en Zaragoza para las Elecciones Generales de 2011

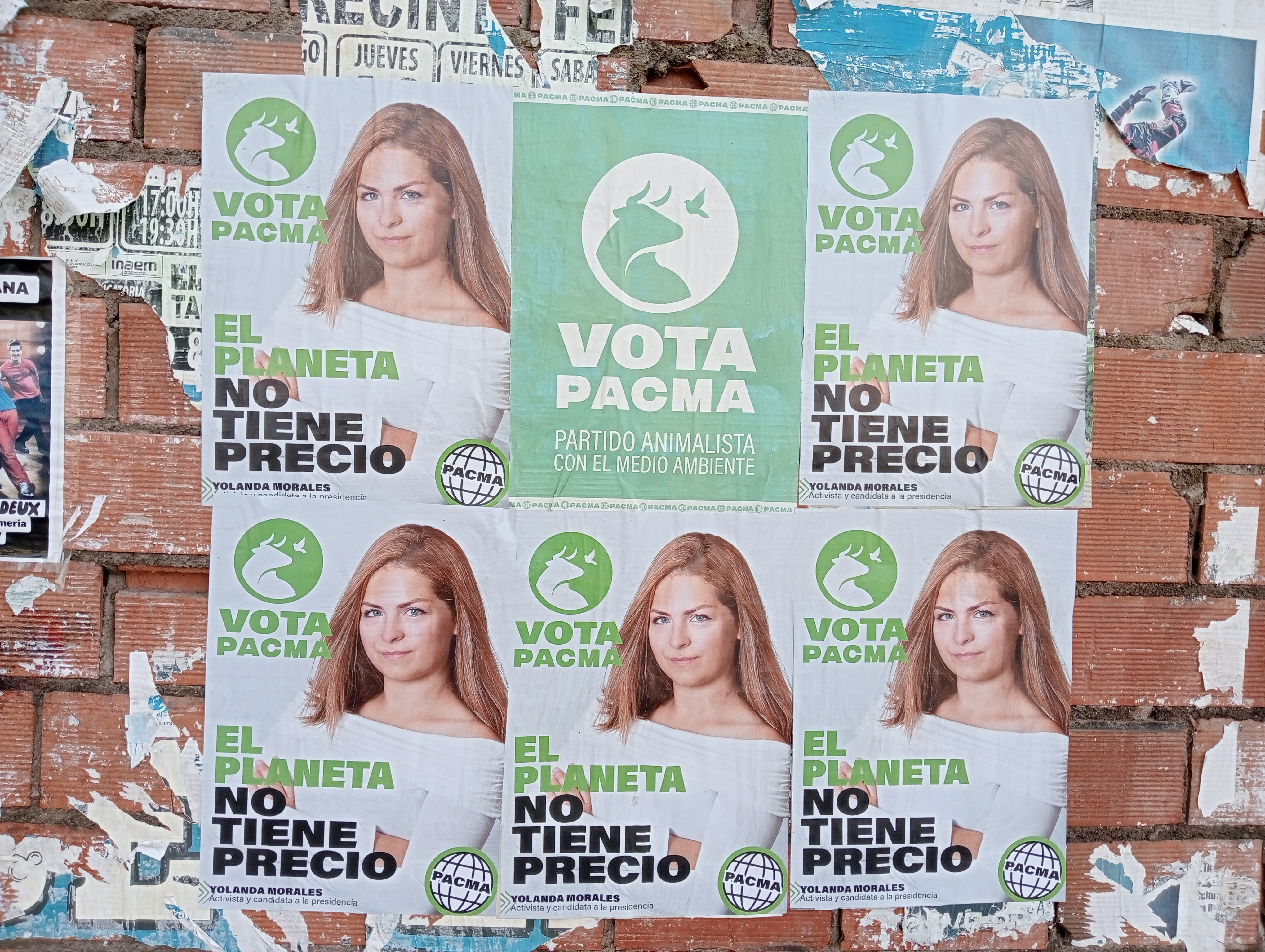
Carteles electorales de las elecciones generales de 2023

En las elecciones generales de 2004, el PACMA presentó candidaturas al Senado en 16 provincias españolas, obteniendo un total de 64 947 votos, siendo la segunda fuerza extraparlamentaria más votada. Para las elecciones generales de 2008, el PACMA presentó candidaturas para el 90 % de las circunscripciones, estando presente en 45 de las 52 circunscripciones del Congreso y en 52 de las 59 del Senado. Con el lema «¡Eres su voz,dales tu voto!» obtuvo 44 795 votos al Congreso, siendo la cuarta fuerza extraparlamentaria, obteniendo en el Senado 132 077 votos.
De cara a las elecciones generales de 2011, el PACMA se presentó en 47 de las 52 circunscripciones electorales españolas. A falta del recuento del voto de residentes en el extranjero, el resultado fue de 374 483 votos para el senado y 102 144 votos (0,41 %) para el Congreso, siendo uno de los partidos que más mejoró sus resultados respecto a 2008, convirtiéndose en la segunda fuerza extraparlamentaria en España. En estas elecciones, por primera vez, el PACMA amplió su programa electoral a cuestiones sociales que afectan a los humanos: educación y sanidad pública de calidad, etc.
En las elecciones generales de 2015, el PACMA se presentó por primera vez en todas las circunscripciones, y duplicó sus resultados al recibir más de 220 369 votos (0,87 %) para el Congreso, superando a formaciones con presencia previa en el Congreso como UPyD y Unió, y convirtiéndose en la principal fuerza extraparlamentaria en España. Entre todos sus candidatos al Senado acumularon más de un millón de votos, pero no obtuvieron representación en la cámara.
En las elecciones generales de 2016 se presentó nuevamente en todas las circunscripciones consiguiendo 286 702 votos para el Congreso y 1 213 871 votos al Senado, quedando nuevamente sin representación parlamentaria, superando en votos a otras formaciones que sí consiguieron representación como Euskal Herria Bildu y Coalición Canaria y siendo la primera fuerza extraparlamentaria de España.
Para las elecciones generales de abril de 2019, el CIS otorgaba la posibilidad de entrar en el Congreso con dos escaños, uno por la provincia de Valencia y otro por la provincia de Barcelona. El partido presentó su campaña «Únete a la Reevolución», donde realizó un spot electoral crítico con los mensajes de odio y de defensa de la tauromaquia y caza de Vox. Este partido denunció a la Junta Electoral Central el vídeo y pidió su retirada, ya que consideró que lanzaba mensajes de odio contra su formación por frases como «Sois involución».
Aunque PACMA consiguió  40 000 votos más que en los anteriores comicios y superó la barrera de los 320 000, no consiguió ningún escaño, ya que en ninguna provincia obtuvo el mínimo para el reparto de escaños, quedando la provincia de Málaga cerca del 2 %. Superó en votos a cinco formaciones que sí obtuvieron escaños: EH Bildu, Coalición Canaria, Navarra Suma, Compromís y el Partido Regionalista de Cantabria, al que superó por más de 273 000 votos.
Para las Generales del 10N, las encuestas daban una bajada de voto, obteniendo únicamente un porcentaje entre el 0.8% y 0.9%. Por primera vez, después de años de crecimiento, el partido pierde más de 100.000 votos  respecto con las elecciones pasadas, y el 31% de sus votos. A pesar de ello, continúa como la mayor fuerza extraparlamentaria, y con más votos que cinco partidos que sí obtienen escaño, PRC, Coalición Canaria, BNG, Navarra Suma y Teruel Existe, al que superó por más de 200.000 votos.
Para las elecciones generales de 2023, el partido se presenta en 51 circunscripciones, siendo Ceuta en la única que no presentó candidatura. La formación puso de candidata a la presidencia a Yolanda Morales, la portavoz del partido. Con el lema «El Planeta no se vende», se hizo un vídeo electoral con alusiones a la lucha contra el cambio climático con intervenciones de Greta Thunberg, así como ataques a la clase política acusándolas de marionetas de los lobbies. Por otro lado se lanzó la campaña Ponte en su lugar, para concienciar sobre el trato que se le dan a los animales. En la misma aparecían políticos en situaciones de maltrato: Isabel Díaz Ayuso en una plaza de toros a punto de recibir una estocada; Pedro Sánchez en pésimas condiciones en un zulo de rehalas; y Santiago Abascal en una macrogranja. La campaña fue censurada por parte de RENFE y Adif que, aún habiendo pagado los espacios publicitarios, se negaron a colocar la publicidad por considerar que atentaban contra los políticos que la protagonizaban.
En total obtuvo 165.769 no consiguiendo representación parlamentaria y reduciéndose en 63.088 el número de votos de las anteriores Elecciones Generales.

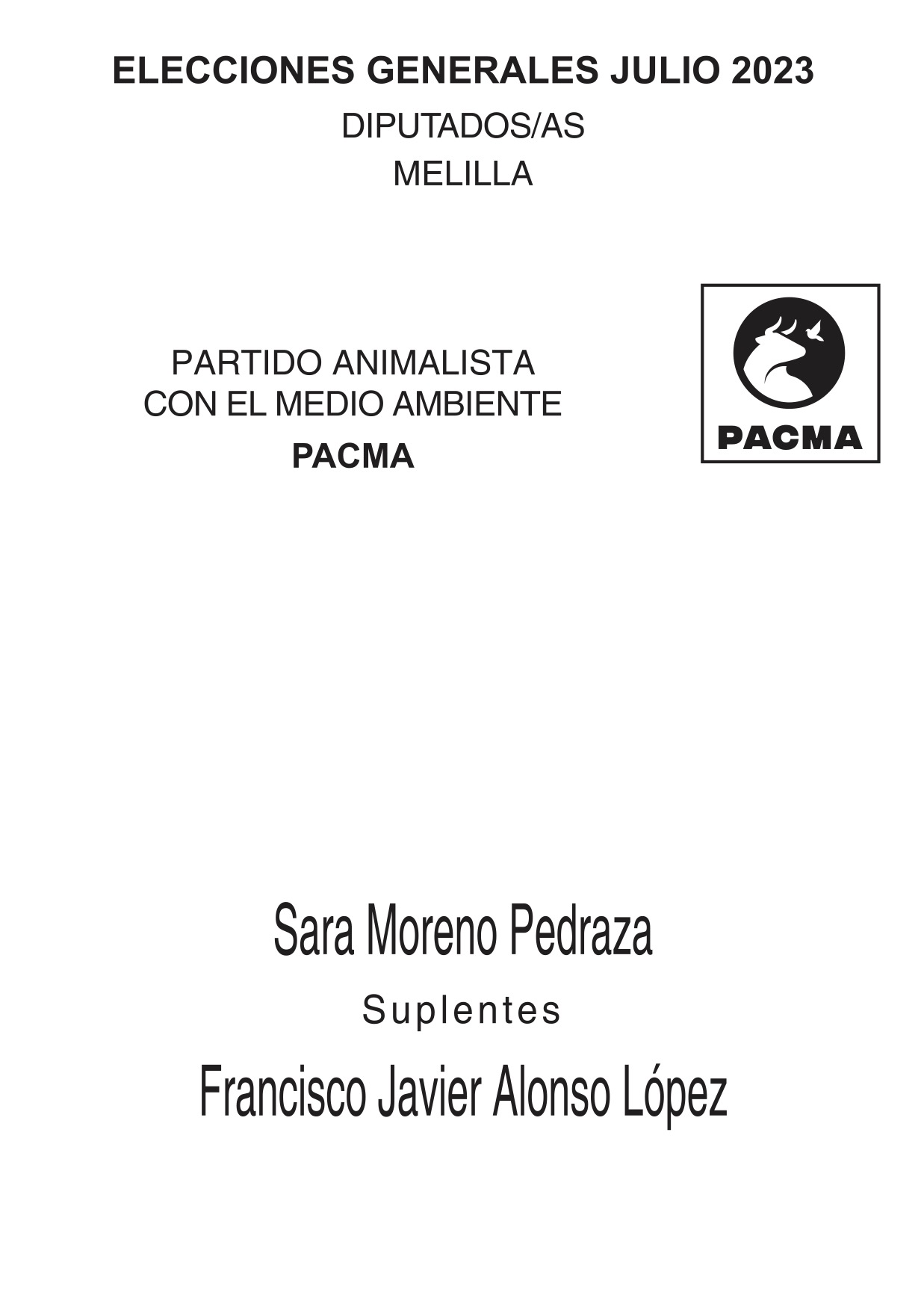
Papeleta de Melilla para las elecciones generales de 2023

| Resultados electorales en las elecciones al Congreso | Resultados electorales en las elecciones al Congreso | Resultados electorales en las elecciones al Congreso | Resultados electorales en las elecciones al Congreso |
| Año                                                  | Votos                                                | %                                                    | Diputados                                            |
| ---------------------------------------------------- | ---------------------------------------------------- | ---------------------------------------------------- | ---------------------------------------------------- |
| 2008                                                 | 44 795 (#14)                                         | 0,14                                                 | 0                                                    |
| 2011                                                 | 102 144 (#13)                                        | 0,42                                                 | 0                                                    |
| 2015                                                 | 220 369 (#9)                                         | 0,87                                                 | 0                                                    |
| 2016                                                 | 286 702 (#8)                                         | 1,19                                                 | 0                                                    |
| 2019                                                 | 328 299 (#9)                                         | 1,25                                                 | 0                                                    |
| 2019 (II)                                            | 228 856 (#12)                                        | 0,95                                                 | 0                                                    |
| 2023                                                 | 169 237 (#9)                                         | 0,69                                                 | 0                                                    |

| Resultados electorales en las elecciones al Senado | Resultados electorales en las elecciones al Senado | Resultados electorales en las elecciones al Senado | Resultados electorales en las elecciones al Senado |
| Año                                                | Votos                                              | %                                                  | Senadores                                          |
| -------------------------------------------------- | -------------------------------------------------- | -------------------------------------------------- | -------------------------------------------------- |
| 2004                                               | 64 497                                             |                                                    | 0                                                  |
| 2008                                               | 132 077                                            |                                                    | 0                                                  |
| 2011                                               | 374 483                                            |                                                    | 0                                                  |
| 2015                                               | 1 034 617                                          |                                                    | 0                                                  |
| 2016                                               | 1 213 871                                          |                                                    | 0                                                  |
| 2019                                               | 1 303 984                                          | 1,85                                               | 0                                                  |
| 2019 (II)                                          | 963 762                                            | 1,54                                               | 0                                                  |
| 2023                                               | 649 417                                            | 0,98                                               | 0                                                  |

### Elecciones europeas
El PACMA se presentó por primera vez a los comicios europeos en las elecciones al Parlamento Europeo de 2009, en las cuales obtuvo 41 913 votos (0,27 %), siendo la novena fuerza más votada y la tercera entre las que no obtuvieron representación. Obtuvo sus mejores resultados en Cataluña, con el 0,56 % de los votos.

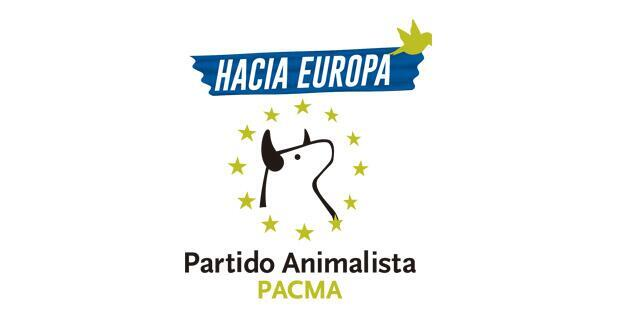
Logo usado para las Europeas de 2014

En las elecciones al Parlamento Europeo de 2014, el Partido Animalista cuadruplicó sus resultados con un total de 177 499 votos (1,13 %) siendo la decimosegunda fuerza más votada y la segunda sin representación parlamentaria.
Para las Europeas de 2019, las encuestas daban entre 1 y 3 escaños al PACMA, por lo que entraría por primera vez en una institución. Finalmente, a pesar de sacar 118.000 votos más que en las anteriores europeas, no consiguió obtener representación, quedando como segunda fuerza extraparlamentaria a solamente 1000 votos de Compromiso por Europa.

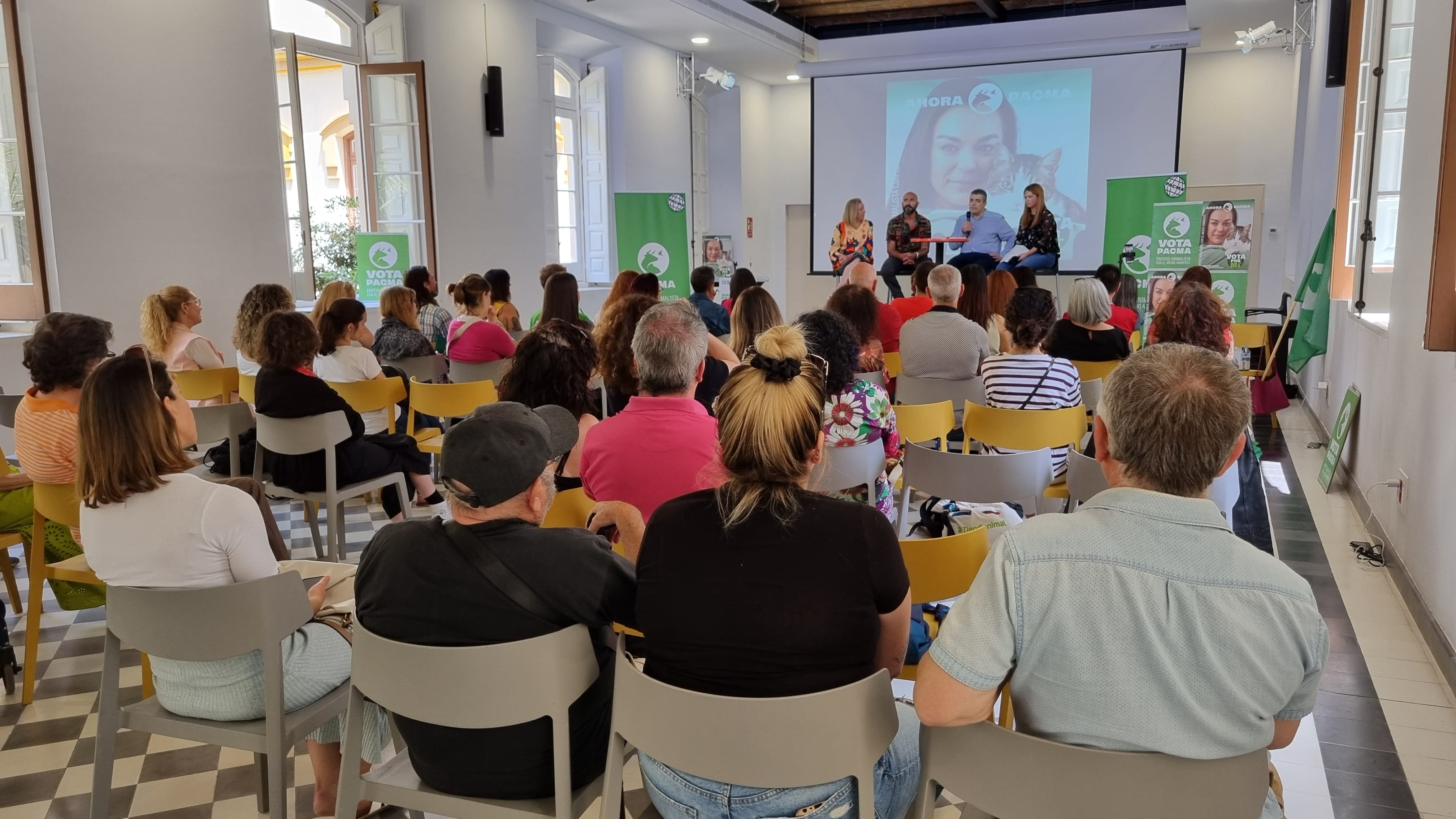
Acto de inauguración de la campaña para Europeas de 2024 en Málaga

Para las Elecciones al Parlamento Europeo de 2024, la candidata es Cristina García, vicepresidenta del partido. Con el lema "Vota Por mi", animando a las personas que voten a PACMA en favor de los derechos de los animales, presenta un spot electoral protagonizado por la perra influencer "Skadi", en el que pide a los electores el voto a PACMA. Algunas de las propuestas en el programa son la prohibición de la pirotecnia, el foie grass y las granjas peleteras. A nivel interno las encuestas manejaban un 2'2% de voto, y arrojando otras un 1'4%. En el acto de inauguración de la campaña, realizado en Málaga, estuvieron presentes el presidente Javier Luna, Yolanda Morales, y otros representantes andaluces, así como contó con la intervención de personas ligadas con el mundo de la protección animal en Málaga.
Finalmente, el partido obtuvo 134.425 votos (un 0,77% del total, con una bajada de 0,54 puntos con respecto a los anteriores comicios europeos, en los que había obtenido el 1,34% de los sufragios), con el 99,96% escrutado, en las Elecciones al Parlamento Europeo de 2024, lo que supuso que no consiguiese representación en el Parlamento Europeo.
| Año  | Votos         | %    | Diputados |
| ---- | ------------- | ---- | --------- |
| 2009 | 41 913 (#9)   | 0,26 | 0         |
| 2014 | 177 499 (#12) | 1,13 | 0         |
| 2019 | 295 546 (#10) | 1,32 | 0         |
| 2024 | 134 425 (#10) | 0,77 | 0         |

### Otras elecciones
| Elecciones             | Votos  | %    | Escaños |
| ---------------------- | ------ | ---- | ------- |
| Juntas Generales 2015  | 3.377  | 0,81 | 0       |
| Cabildos Canarios 2019 | 9.453  | 1,27 | 0       |
| Cabildos Canarios 2023 | 11.587 | 1,5  | 0       |

## Polémicas y críticas
Voces críticas contra la dirección señalaron que el partido sirvió para favorecer los intereses personales de su antigua presidenta, Silvia Barquero Nogales, y de su marido, Luis Víctor Moreno, que ejerció el cargo de vicepresidente. Se les acusó de silenciar a los sectores del partido más críticos con la dirección, lo que llevó a la expulsión de varios coordinadores territoriales y a la dimisión de otros tantos.

## Simbología

Logo de PACMA desde 2003 hasta 2013.
Isotipo de PACMA desde 2003 hasta 2013.
Wordmark de PACMA desde 2003 hasta 2013.
Logo de PACMA desde 2013 hasta 2022.
Isotipo de PACMA desde 2013 hasta 2022.
Logo de PACMA desde 2022.
Isotipo de PACMA desde 2022.